# Liverdun
Ne doit pas être confondu avec Verdun.
Liverdun est une commune française de l'agglomération de Nancy située dans le département de Meurthe-et-Moselle (54) et la région Grand Est. L'astéroïde (18637) Liverdun porte le nom de la commune.

## Géographie

### Localisation
Liverdun est située entre Nancy, Pont-à-Mousson et Toul.
Le village médiéval surplombe les boucles de la Moselle, paysage remarquable et protégé en tant que site naturel inscrit depuis 1967.

### Géologie et relief
La commune se compose de 40,53 hectares de territoires artificialisés (5,73 %), 484,85 hectares de territoires agricoles (68,58 %) et 181,78 hectares de forêts et milieux semi-naturels (25,71 %).
Espaces naturels :
- Site bioarchéologique :

Côte Chatillon.
D’après les données Corine land Cover, le ban communal de 2 527 hectares comprend en 2011, seulement moins de 10 % de terres arables et de prairies, près de 64  % de forêt, 5 % de surfaces en eau et 11  % de zones industrielles et urbanisées.
Le territoire est arrosé par la Moselle et sa canalisation.
La commune est desservie par la route départementale no 90 mais les chroniques historiques et répertoires archéologiques signalent d'ancien chemins allant vers Jaillon à l'ouest, vers Marbache au nord-ouest et vers Champigneulles au sud.

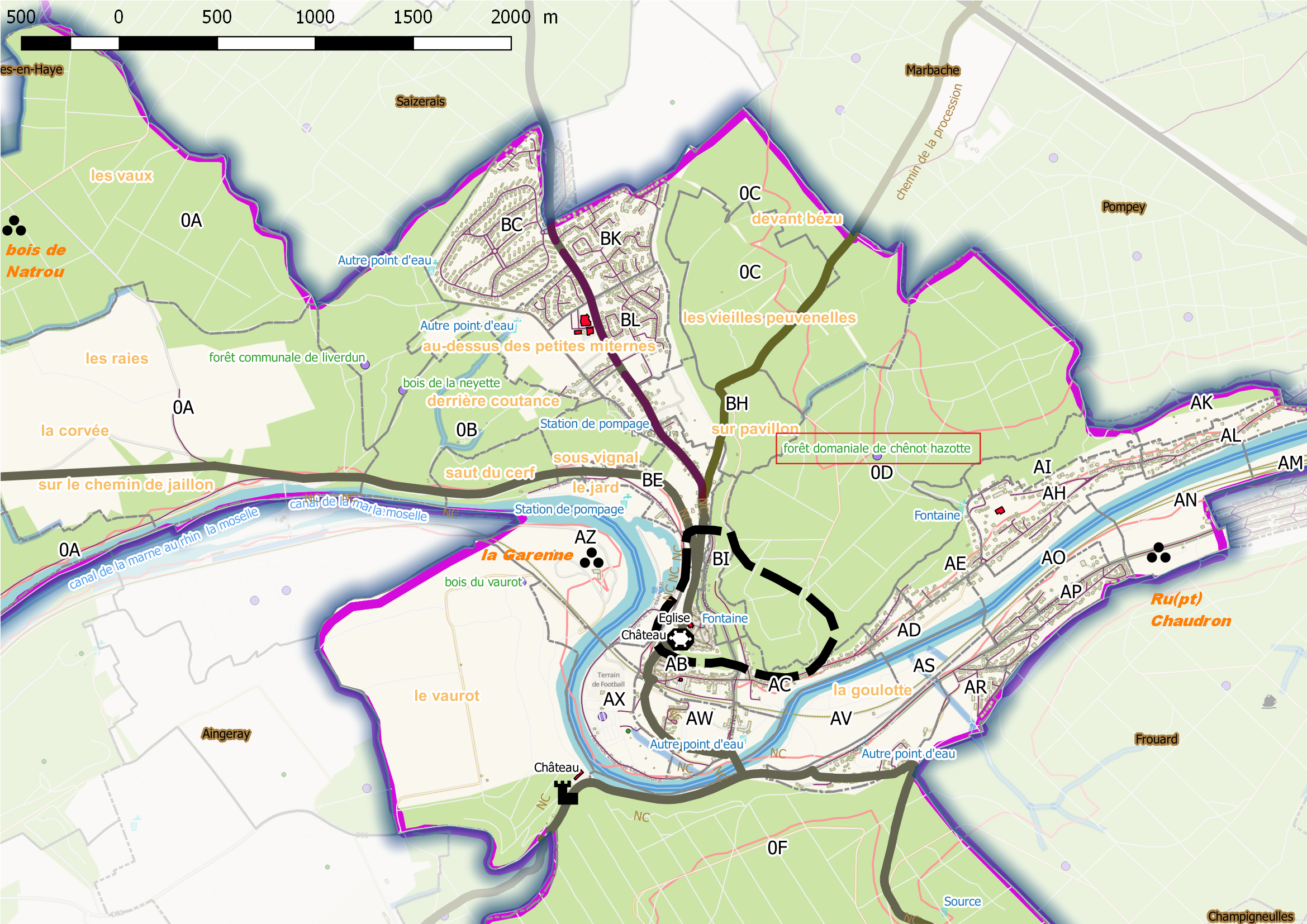
Liverdun (ban communal) - Fig. 1.

Le territoire de la commune est limitrophe de ceux de dix communes.
| Rosières-en-Haye              | Saizerais, Marbache | Pompey         |
| Jaillon, Villey-Saint-Étienne | Liverdun            | Frouard        |
| Aingeray                      | Bois-de-Haye        | Champigneulles |

### Hydrographie et les eaux souterraines
Hydrogéologie et climatologie : Système d’information pour la gestion des eaux souterraines du bassin Rhin-Meuse :
Territoire communal : Occupation du sol (Corinne Land Cover); Cours d'eau (BD Carthage),
Géologie : Carte géologique; Coupes géologiques et techniques,
 Hydrogéologie : Masses d'eau souterraine; BD Lisa; Cartes piézométriques.
La commune est dans le bassin versant du Rhin au sein du bassin Rhin-Meuse. Elle est drainée par la Moselle et la Moselle canalisée,.
La Moselle, d'une longueur totale de 560 kilomètres dont 314 kilomètres en France, prend sa source dans le massif des Vosges au col de Bussang et se jette dans le Rhin à Coblence en Allemagne. 
La Moselle canalisée est un canal, chenal non navigable de 135 km qui relie la commune de Dieulouard à celle de Kœnigsmacker où il se jette dans la Moselle. 

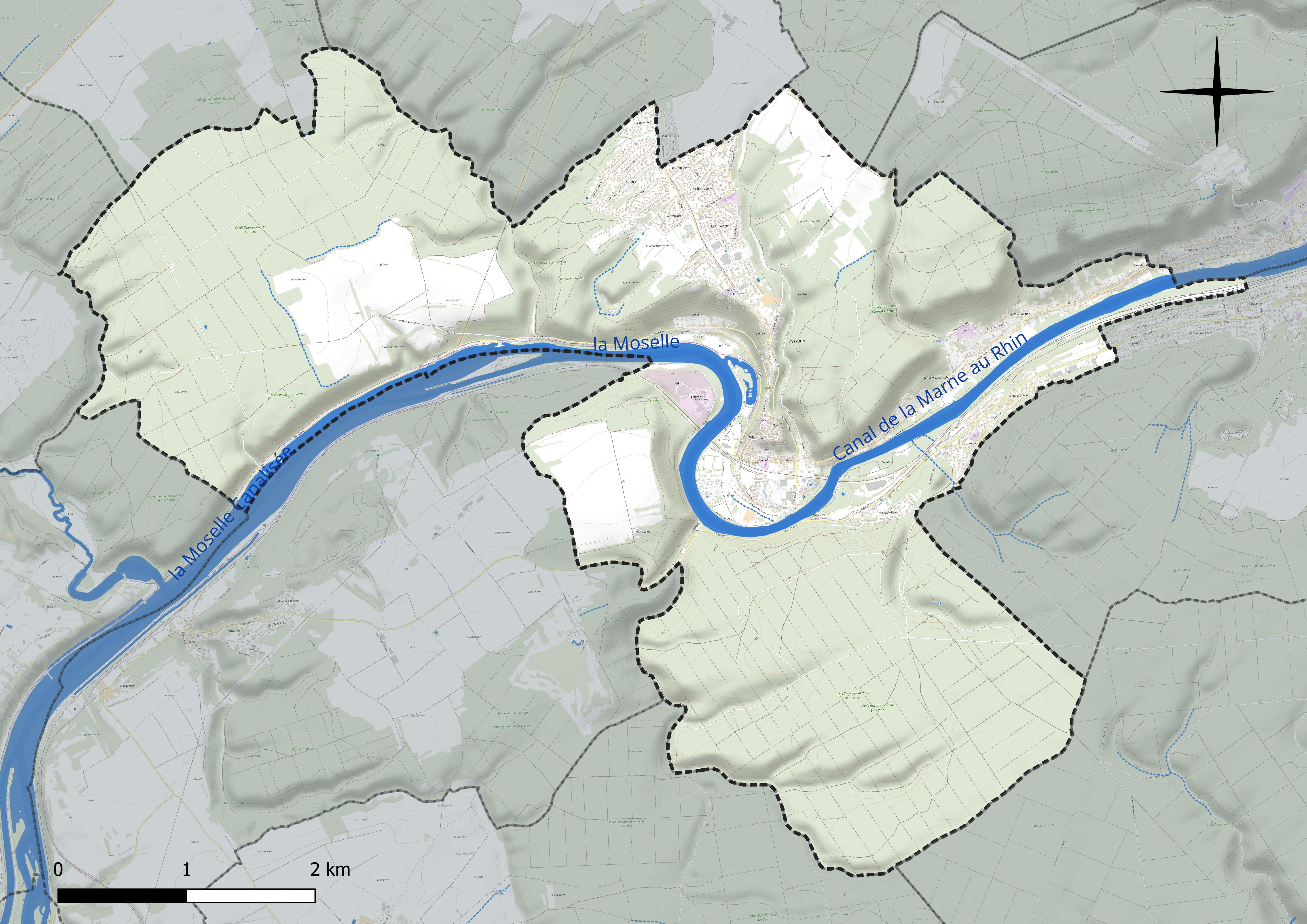
Réseau hydrographique de Liverdun.

### Climat
Pour des articles plus généraux, voir Climat du Grand Est et Climat de Meurthe-et-Moselle.
En 2010, le climat de la commune est de type climat des marges montargnardes, selon une étude du Centre national de la recherche scientifique s'appuyant sur une série de données couvrant la période 1971-2000. En 2020, Météo-France publie une typologie des climats de la France métropolitaine dans laquelle la commune est exposée à un climat semi-continental et est dans la région climatique  Lorraine, plateau de Langres, Morvan, caractérisée par un hiver rude (1,5 °C), des vents modérés et des brouillards fréquents en automne et hiver. 
Pour la période 1971-2000, la température annuelle moyenne est de 9,8 °C, avec une amplitude thermique annuelle de 16,7 °C. Le cumul annuel moyen de précipitations est de 838 mm, avec 12,7 jours de précipitations en janvier et 9,4 jours en juillet. Pour la période 1991-2020, la température moyenne annuelle observée sur la station météorologique de Météo-France la plus proche, « Nancy-Essey », sur la commune de Tomblaine à 14 km à vol d'oiseau, est de 11,0 °C et le cumul annuel moyen de précipitations est de 746,3 mm. 
La température maximale relevée sur cette station est de 40,1 °C, atteinte le 24 juillet 2019 ; la température minimale est de −24,8 °C, atteinte le 21 février 1956,,. 
Les paramètres climatiques de la commune ont été estimés pour le milieu du siècle (2041-2070) selon différents scénarios d'émission de gaz à effet de serre à partir des nouvelles projections climatiques de référence DRIAS-2020. Ils sont consultables sur un site dédié publié par Météo-France en novembre 2022.

### Milieux naturels et biodiversité

#### Espaces protégés et gérés
La protection réglementaire est le mode d’intervention le plus fort pour préserver des espaces naturels remarquables et leur biodiversité associée.
Dans ce cadre, la commune fait partie de deux espaces protégés : 
- le Saut du cerf, terrain acquis (ou assimilé) par le Conservatoire d'espaces naturels de Lorraine[17] ;
- le Saut du cerf - parcelle en maitrise d'usage, terrain géré (location, convention de gestion) par le Conservatoire d'espaces naturels de Lorraine[18].

#### Zones naturelles d'intérêt écologique, faunistique et floristique
L’inventaire des zones naturelles d'intérêt écologique, faunistique et floristique (ZNIEFF) a pour objectif de réaliser une couverture des zones les plus intéressantes sur le plan écologique, essentiellement dans la perspective d’améliorer la connaissance du patrimoine naturel national et de fournir aux différents décideurs un outil d’aide à la prise en compte de l’environnement dans l’aménagement du territoire.
Le territoire communal comprend trois ZNIEFF de type 1 : 
- les pelouses du Saut du Cerf à Liverdun[19] ;
- la forêt de Chenot-Hazotte[20] ;
- le marais des étroits prés à Aingeray[21] ;

et une ZNIEFF de type 2 : le plateau de Haye et le bois L'Évêque.

#### Espèces faunistiques et floristiques
L’Inventaire national du patrimoine naturel (INPN) recense plusieurs espèces faunistiques et floristiques sur le territoire de la commune dont certaines sont protégées et d’autres menacées et quasi-menacées.
La commune, riche en biodiversité, est l'hôte de plusieurs espèces menacées à l'échelle régionale, nationale, voire mondiale.

##### Faune menacée
On retrouve à Liverdun les espèces animales menacées suivantes (seules les données postérieures à 2000 sont prises en compte):

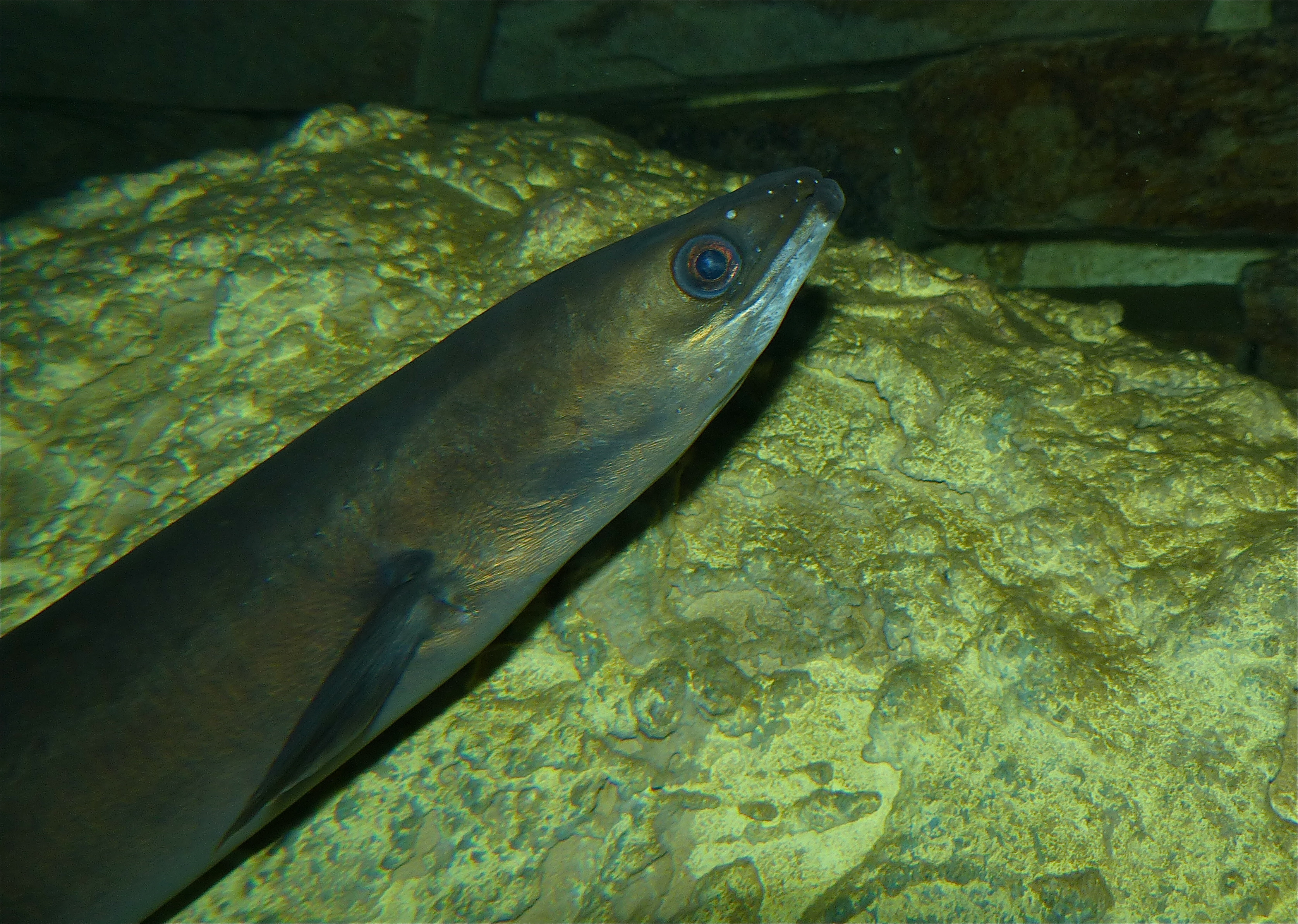
Anguille d'Europe (Anguilla anguilla).

###### Liste rouge Monde
- l'Anguille d'Europe (Anguilla anguilla), en danger critique d'extinction (CR), très affectée par la pollution des eaux.
- la Carpe commune (Cyprinus carpio), vulnérable (VU).

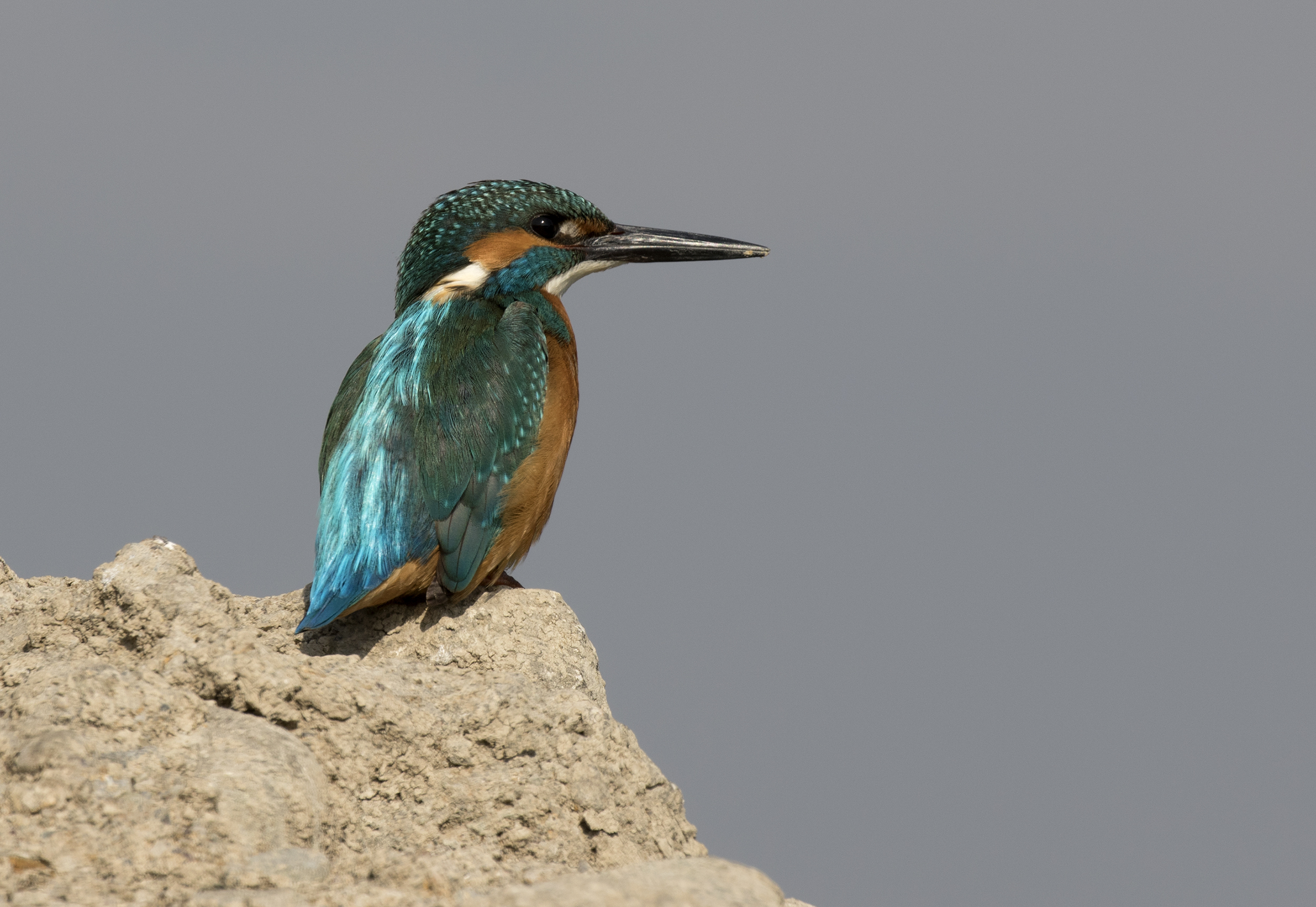
Martin-pêcheur d'Europe (Alcedo atthis).

###### Liste rouge Europe
- le Martin-pêcheur d'Europe (Alcedo atthis), vulnérable (VU).

###### Liste rouge France
- le Goéland cendré (Larus canus), en danger (EN).
- la Linotte mélodieuse (Carduelis cannabina), vulnérable (VU).
- le Chardonneret élégant (Carduelis carduelis), vulnérable (VU).
- le Verdier d'Europe (Carduelis chloris), vulnérable (VU).

##### Flore menacée
On retrouve à Liverdun les espèces végétales menacées ou quasi menacées suivantes (seules les données postérieures à 2000 sont prises en compte) :

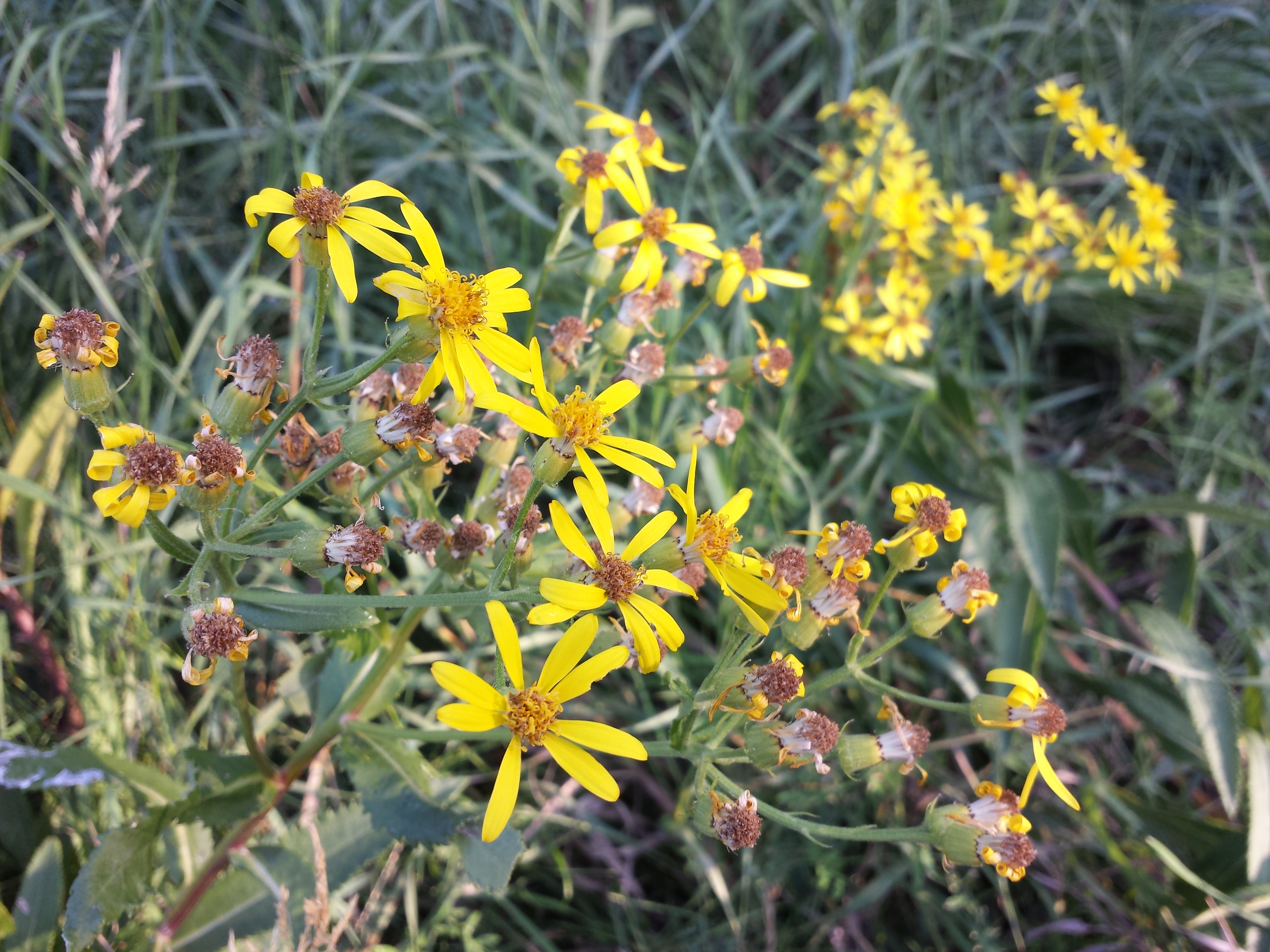
Séneçon des cours d'eau (Senecio sarracenicus).

###### Liste rouge France
- le Séneçon des cours d'eau (Senecio sarracenicus), en danger (EN), menacé par la canalisation de la Moselle et l'artificialisation de ses berges, et par conséquent en importante régression[25]. Senecio sarracenicus ne se retrouve en France qu'exclusivement dans la vallée de la Moselle, et donc uniquement en Lorraine[25],[24].

###### Liste rouge Lorraine
- la Renoncule à feuilles de platane (Ranunculus platanifolius), vulnérable (VU)[26],[27].
- l'Euphraise jaune (Odontites luteus), quasi menacée (NT)[28],[27].
- l'Aster amelle (Aster amellus), quasi menacé (NT)[29],[27].
- l'Orobanche du thym (Orobanche alba), quasi menacé (NT)[29],[27].
- la Laîche de Haller (Carex halleriana), quasi menacée (NT)[29],[27].

##### Aires protégées
On retrouve sur le territoire de la commune quatre zones naturelles d'intérêt écologique, faunistique et floristique (ZNIEFF), abritant des espèces rares, protégées, ou patrimoniales. Seules les espèces dont des observations ont été faites postérieurement à l'année 2000 sont listées ici.

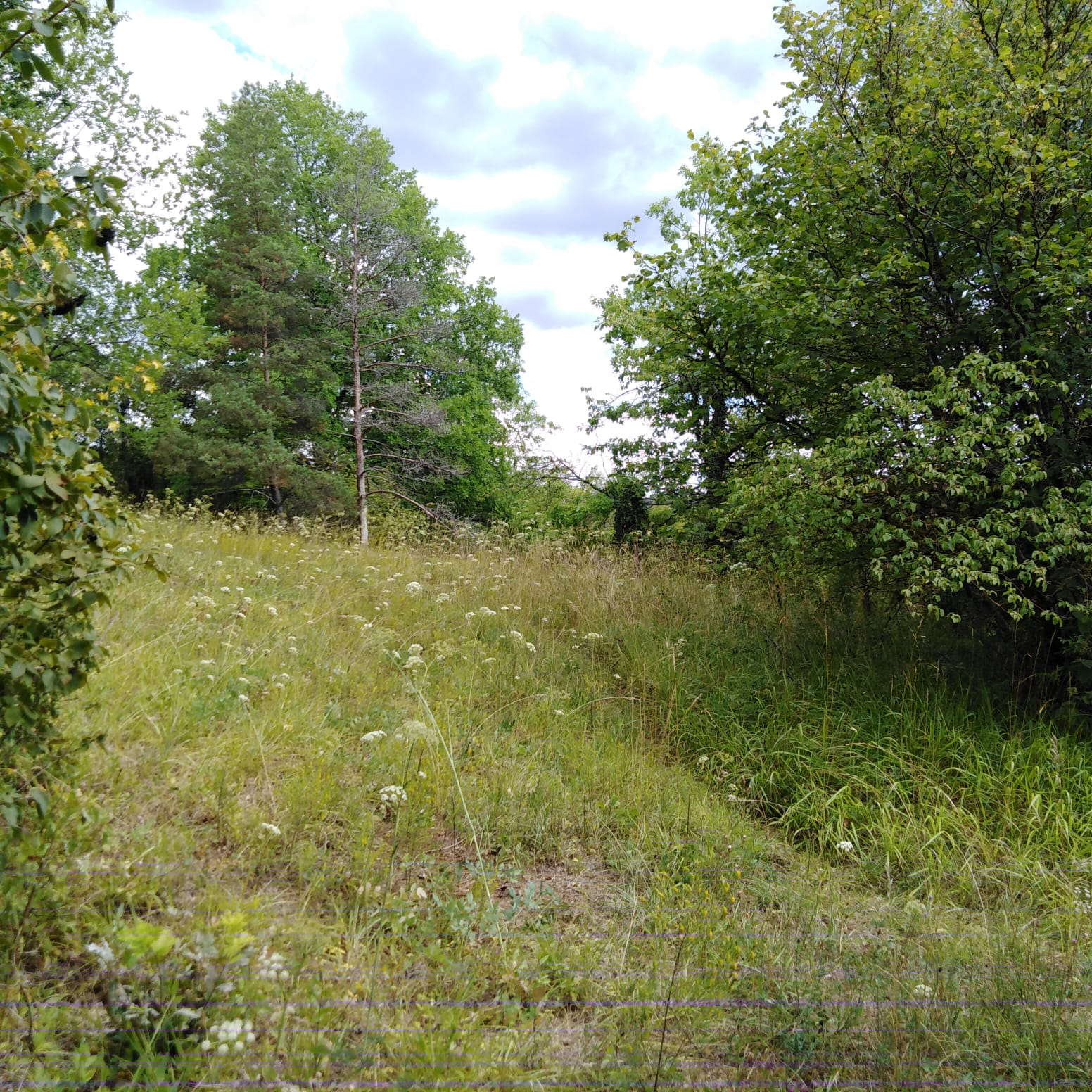
Pelouse calcaire du Saut du Cerf, en août 2020.

###### Pelouses du Saut du Cerf
Située sur un coteau sec surplombant la vallée de la Moselle, à l'ouest de la commune, cette ZNIEFF de 7,75 hectares, remarquable par ses pelouses calcaires, abrite de nombreuses espèces protégées ou peu communes.

##### Espèces déterminantes
Les espèces déterminantes sont celles qui justifient le classement et la protection du Saut du Cerf en tant que ZNIEFF, elles sont au nombre de 23 (22 si sources postèrieures à 2000).
Parmi elles, on retrouve plusieurs espèces de reptiles comme la Vipère aspic (Vipera aspis), la Coronelle lisse (Coronella austriaca), la Couleuvre Couleuvre à collier (Natrix natrix), et l'Orvet fragile (Anguis fragilis).
Les pelouses du Saut du Cerf sont également riches en lépidoptères (papillons) comme l'Hespérie du Brome (Carterocephalus palaemon), l'Eupithécie distinguée (Eupithecia insigniata), le Flambé (Iphiclides podalirius), l'Ophiuse de la Vesce (Lygephila viciae), l'Azuré bleu-céleste (Lysandra bellargus), la Mélitée du plantain (Melitaea cinxia), la Mélitée orangée (Melitaea didyma), la Mélitée des centaurées (Melitaea phoebe), l'Azuré des coronilles (Plebeius argyrognomon), le Thécla de l'amarel (Satyrium acaciae), et le Thécla du prunier (Satyrium pruni).

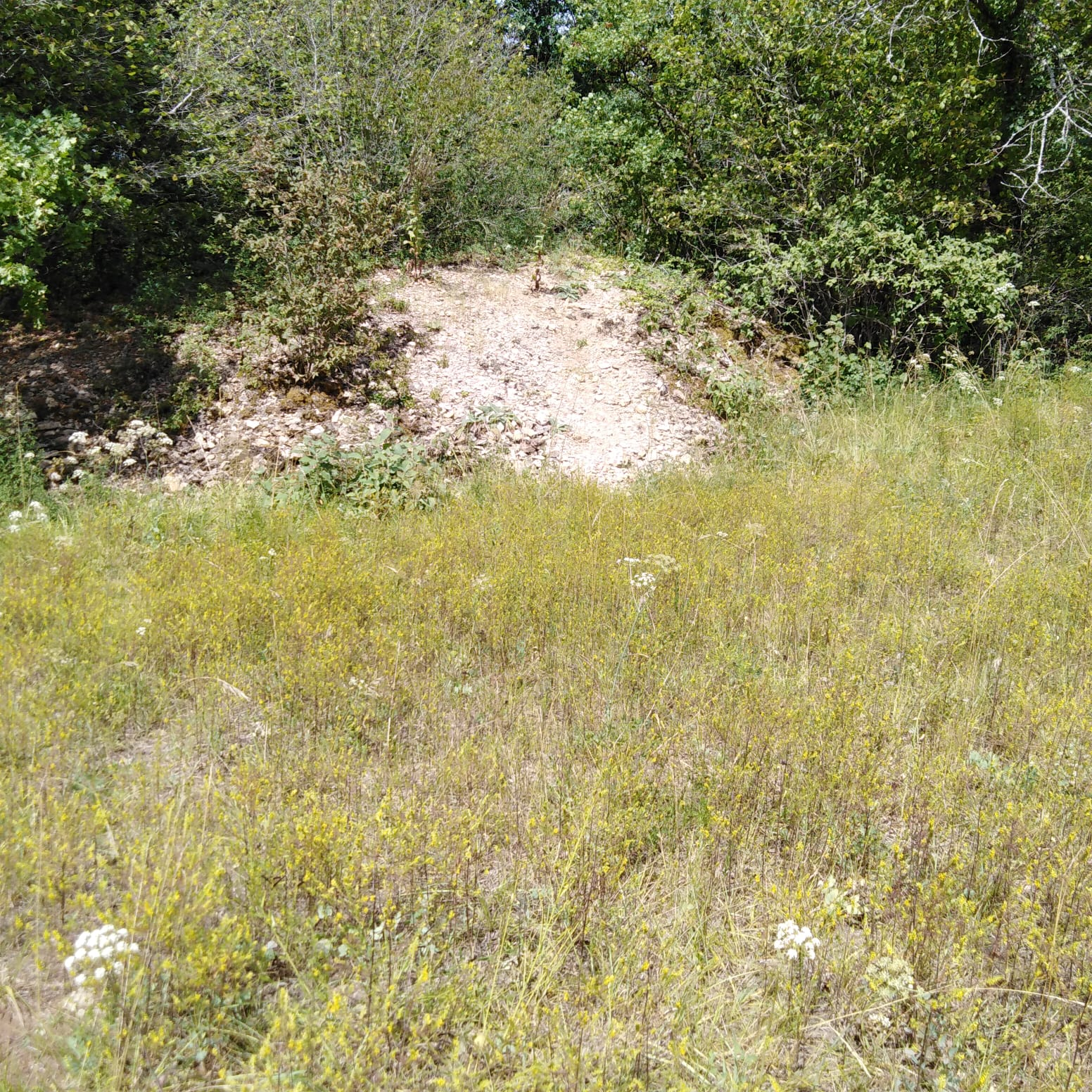
Panorama de la flore du Saut du Cerf. Au premier plan, pelouse calcaire avec population d'Euphraise jaune (Odontites luteus). Au second plan, pierrier calcaire avec population de Galéopsis à feuilles étroites (Galeopsis angustifolia).

On y trouve également des espèces d'orthoptères déterminantes comme le Criquet des genévriers (Euthystira brachyptera) et la Decticelle grisâtre (Plactycleis albopunctata).
Enfin, la flore y est également remarquable puisqu'on y trouve l'Aster amelle (Aster amellus), la Laîche de Haller (Carex halleriana), la Saxifrage granulée (Saxifraga granulata), et le Chêne pubescent (Quercus pubescens).

###### Autres espèces remarquables
On trouve dans les pelouses du Saut du Cerf, entre autres, de nombreuses espèces végétales peu ou assez peu répandues en Lorraine comme l'Euphraise jaune (Odontites luteus), le Galéopsis à feuilles étroites (Galeopsis angustifolia), l'Orpin blanc (Sedum album), le Mélampyre des champs (Melampyrum arvense), l'Orobanche du thym (Orobanche alba), la Polygale du calcaire (Polygala calcarea), la Globulaire allongée (Globularia bisnagarica), l'Anémone pulsatille (Anemone pulsatilla), ainsi que plusieurs espèces d'orchidées comme l'Orchis bouc (Himantoglossum hircinum) et l'Orchis pourpre (Orchis purpurea),.

###### Forêt de Chênot-Hazotte
Située sur les hauteurs de la route de Pompey, et d'une surface de 99,61 ha, la ZNIEFF de la forêt de Chênot-Hazotte est partagée entre Pompey et Liverdun. Ainsi, seul un cinquième de sa surface environ est située sur le territoire de la commune. De fait, il est possible que les espèces listées ci-dessous ne soient pas localisées directement à Liverdun, mais dans un écosystème situé en partie sur son territoire.

###### Espèces déterminantes
Les espèces déterminantes sont celles qui justifient le classement et la protection de la forêt de Chênot-Hazotte en tant que zone naturelle d'intérêt écologique, faunistique et floristique (ZNIEFF). Elles sont au nombre de 19.
Parmi elles, on retrouve de très nombreuses espèces de chiroptères (chauve-souris), comme la Sérotine commune (Eptesicus serotinus), le Murin de Bechstein (Myotis bechsteinii), le Murin de Brandt (Myotis brandtii), le Murin à oreilles échancrées (Myotis emarginatus), le Grand murin (Myotis myotis), le Murin à moustaches (Myotis mystacinus), le Murin de Natterer (Myotis nattereri), la Noctule commune (Nyctalus noctula), et la Pipistrelle commune (Pipistrellus pipistrellus).
On y trouve également six espèces déterminantes d'oiseaux: le Grimpereau des bois (Certhia familiaris), le Pic mar (Dendrocops medius), le Pic noir (Dryocopus martius), le Rougequeue à front blanc (Phoenicurus phoenicurus), le Pouillot siffleur (Phylloscopus sibilatrix), et le Bouvreuil pivoine (Pyrrhula pyrrhula).
Enfin, trois espèces de plantes sont recensées, qui sont l'Amélanchier à feuilles ovales (Amelanchier ovalis), la Laîche de Haller (Carex halleriana), et le Chêne pubescent (Quercus pubescens).

## Urbanisme

### Typologie
Au 1er janvier 2024, Liverdun est catégorisée ceinture urbaine, selon la nouvelle grille communale de densité à sept niveaux définie par l'Insee en 2022.
Elle appartient à l'unité urbaine de Nancy, une agglomération intra-départementale regroupant 28  communes, dont elle est une commune de la banlieue,,. Par ailleurs la commune fait partie de l'aire d'attraction de Nancy, dont elle est une commune de la couronne,. Cette aire, qui regroupe 353 communes, est catégorisée dans les aires de 200 000 à moins de 700 000 habitants,.

### Occupation des sols
L'occupation des sols de la commune, telle qu'elle ressort de la base de données européenne d’occupation biophysique des sols Corine Land Cover (CLC), est marquée par l'importance des forêts et milieux semi-naturels (70,1 % en 2018), en diminution par rapport à 1990 (71,4 %). La répartition détaillée en 2018 est la suivante : forêts (64,6 %), zones urbanisées (11,5 %), terres arables (10,7 %), milieux à végétation arbustive et/ou herbacée (5,5 %), eaux continentales (5,2 %), zones agricoles hétérogènes (1,5 %), espaces verts artificialisés, non agricoles (1 %). L'évolution de l’occupation des sols de la commune et de ses infrastructures peut être observée sur les différentes représentations cartographiques du territoire : la carte de Cassini (XVIIIe siècle), la carte d'état-major (1820-1866) et les cartes ou photos aériennes de l'IGN pour la période actuelle (1950 à aujourd'hui).

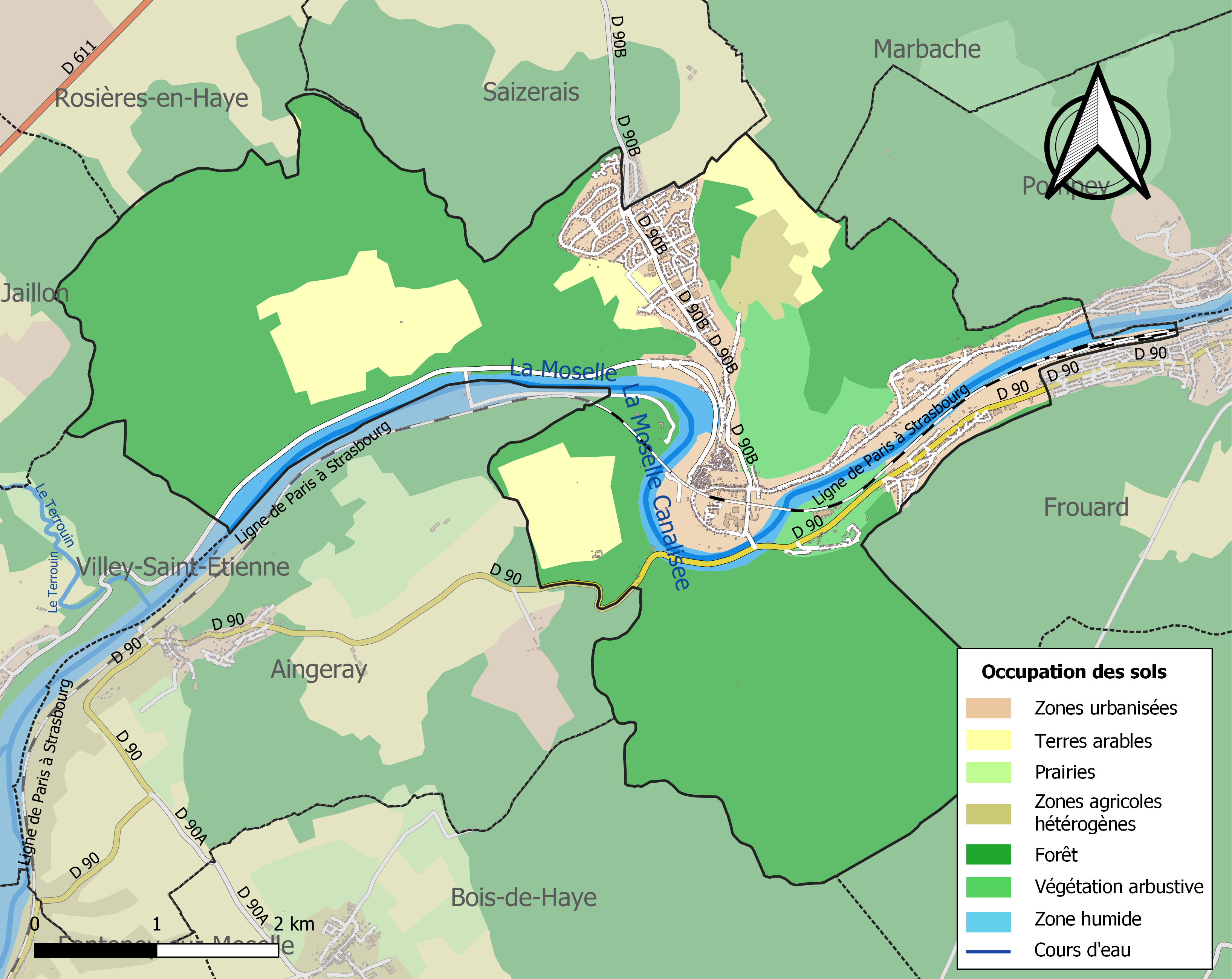
Carte des infrastructures et de l'occupation des sols de la commune en 2018 (CLC).

### Résidence Toulaire

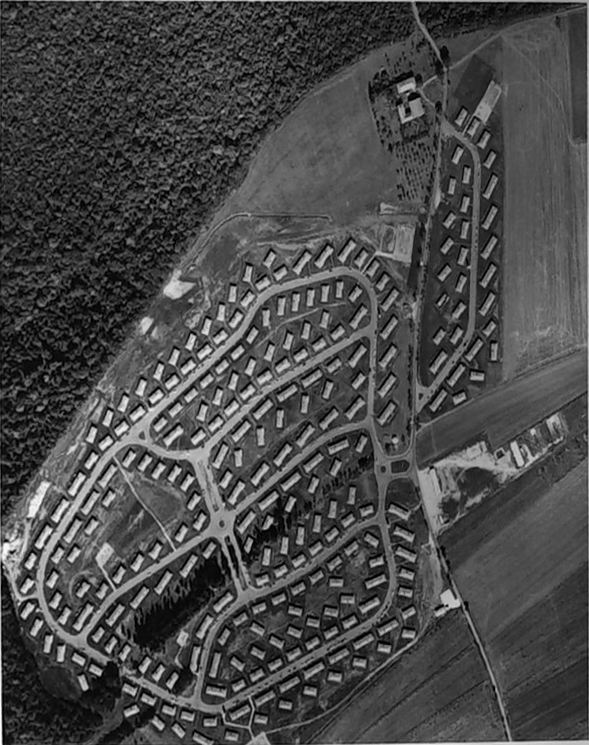
Vue aérienne de Toulair.

Le lotissement Toulaire est un ensemble de 318 pavillons situé au nord de la commune, sur le plateau.
En 1957, l’armée américaine, qui occupait la base aérienne 136 Toul-Rosières (distante de seulement quelques kilomètres de la commune de Liverdun et fermée en 2004), a fait construire cette résidence pour y loger son personnel d’encadrement. Le nom Toulaire correspond du reste à la contraction de « Toul air base ».
Après le départ des soldats en 1966, l’ensemble immobilier a été mis en vente au début des années 1970.
La conception à l'américaine des constructions, tant dans leur aspect extérieur (grandes maisons de plain pied), que dans l’aménagement intérieur (grandes baies vitrées, cuisines intégrées, chauffage au sol, etc.), mais également la situation à proximité de la forêt et la végétation diversifiée et très présente (conifères, peupliers…) dans la résidence, confère à Toulaire une apparence exotique.

### Voies de communication et transports

#### Réseau ferroviaire
La gare de Liverdun se trouve sur la ligne Paris - Strasbourg et est desservie par la ligne T.E.R Métrolor numéro 29 : Nancy - Bar-le-Duc - Paris et la ligne numéro 07 : Nancy - Toul - Neufchâteau.

## Toponymie

### Attestations anciennes
Le nom de la localité est attesté sous les formes Liberdunum en 894 / 984 ; Burgum de Liverduno en 1108-1127 ; Leverdun en 1274 ; Luverdun en 1334 ; Luverdunum en 1402 ; Leverdung en 1500 ; Lubverdun en 1542 ; Luverdhung en 1550 ; Liverdung en 1551 ; Luverdung en 1571.

### Étymologie
Il s'agit d'une formation toponymique gauloise ou gallo-romaine en -dunum (comprendre gaulois dunon) « forteresse » puis « colline, mont » ; Liverdun est effectivement située sur une hauteur dominant la Moselle. Le premier élément Liver (< Liber-) est plus obscur, peut-être du nom de personne latin Liber.

## Histoire

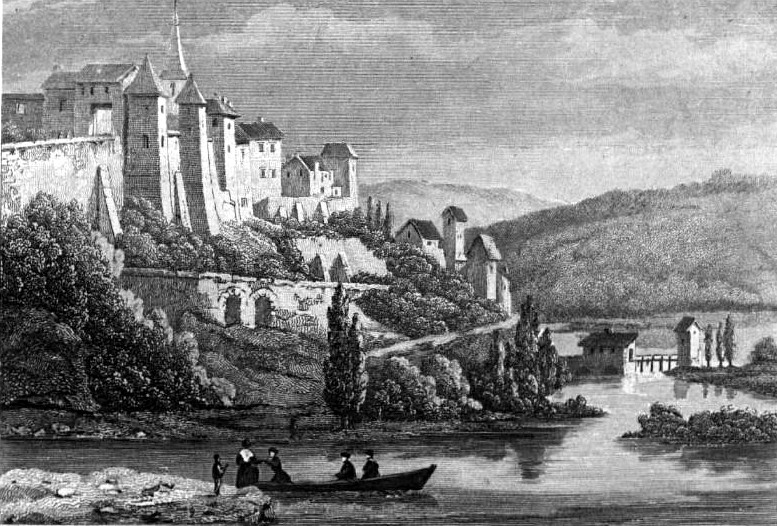
Gravure de Liverdun en 1838.

### Préhistoire et antiquité
Même si les traces archéologiques les plus anciennes sont aujourd'hui enfouies sous les murs et les rues de la vieille ville (tout comme à Toul), la présence humaine sur le ban communal de Liverdun est soupçonnée ou attestée en de multiples lieux (Bois de Natrou, lieu-dit la Garenne, Ru(pt) Chaudron) à différentes époques.(Age du fer, époque romaine et Moyen Âge) .J. Beaupré relate la station funéraire de la Garenne, avec un plan des sépultures et une note anthopologique complété par M.A. Grenier.
H. Lepage cite notamment la découverte, au lieu-dit Châtillon ou Chatrons, d'un tumulus et de tombes mérovingiennes dont un sépulcre a été donné au musée lorrain de Nancy

### Moyen Âge
Le premier acte authentique confirme une donation de la ville par Othon 1er à l’évêché de Toul en 960. L'historien Henri Lepage esquisse une histoire rapide de la commune à partir de la reprise du site castral : « Au XIIe siècle, le château, qui existait déjà et qui se trouvait alors bâti à l'extrémité nord de la ville, était abandonné et en ruines depuis longtemps même, il servait de retraite aux bandits qui désolaient la province. L'évêque de Toul, Pierre de Brixey, voulant remédier à cet état de choses, rétablit la forteresse et l'agrandit en bâtissant au sud du château, une enceinte nouvelle comprenant tout le petit plateau bordé d'escarpements. », qui se conclut par la destruction du château en 1467 et il précise :« La forteresse, à la suite de ce désastre, ne fut point relevée, quoique, dans la suite, Louis XIII eut donné l'ordre de la rebâtir; mais on n'a ni réparé, ni entretenu les importants débris du Moyen Âge restés debout. » Liverdun a été la résidence d'été des évêques de Toul.

### Époque moderne et contemporaine
Par le Traité de Liverdun (26 juin 1632)  Nancy, capitale du duché de Lorraine, est menacée directement par les Français ; le duc Charles IV doit signer de nouveau un traité, traité de Saint-Germain-en-Laye (1641) avec le roi Louis XIII. Ce dernier rend les principales places occupées mais le duc doit céder au roi, pour quatre ans, les villes de Stenay, Dun-sur-Meuse, Jametz et Clermont-en-Argonne, cette dernière étant donnée définitivement à la France en échange d'une indemnité. D'autre part, Charles IV promet de rendre hommage au roi pour le duché de Bar d'ici à un an. Le traité de Ryswick donne définitivement la Lorraine au royaume français.

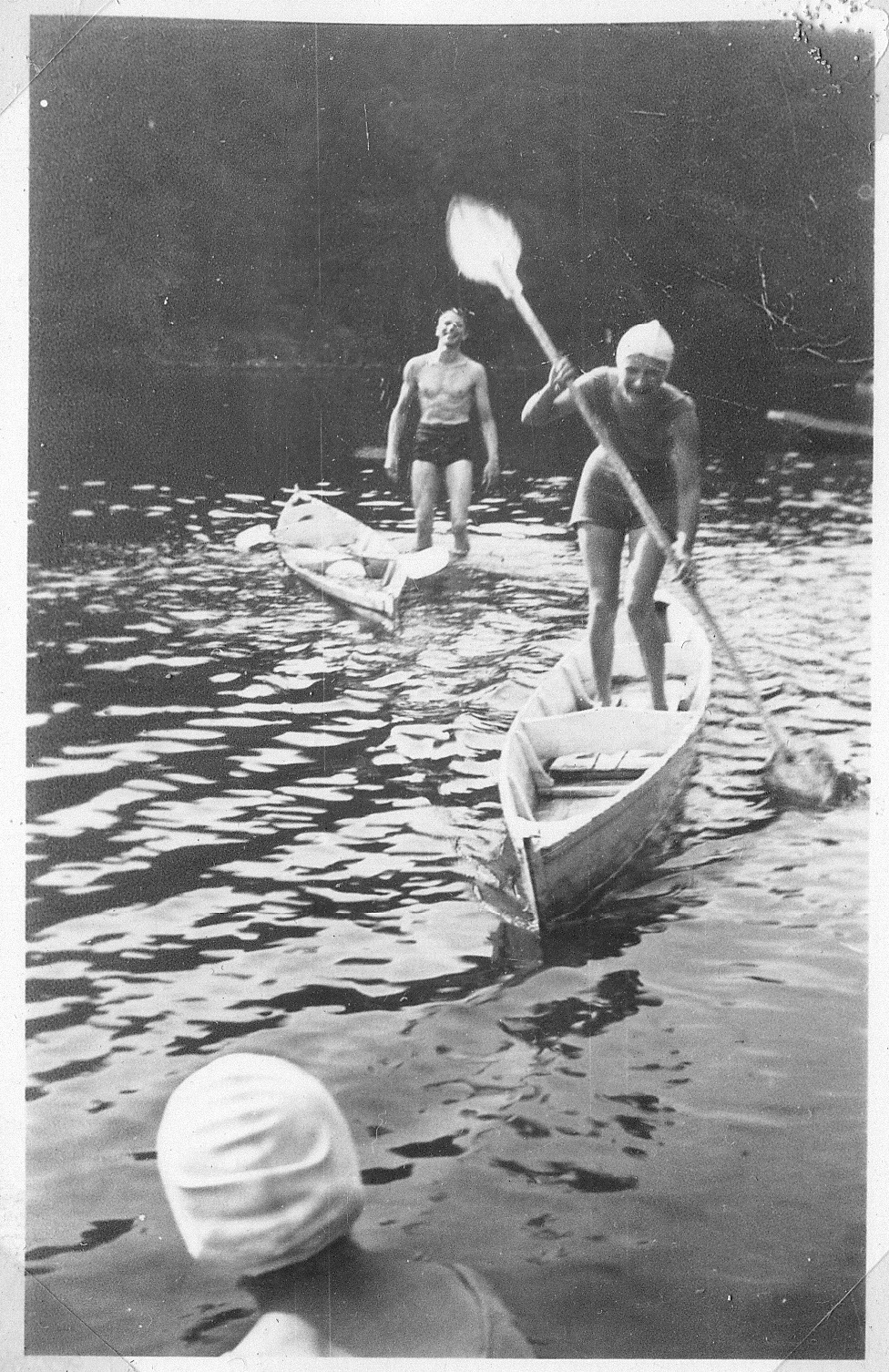
Base nautique en 1936.

Après la construction de la voie de chemin de fer Paris-Strasbourg inaugurée le 17 juin 1852 en même temps que le canal de la Marne au Rhin, Liverdun devient le lieu touristique par excellence pour les Nancéiens. On la surnomme alors le petit Deauville.
Lors de l'incendie du château Corbin, le 8 septembre 1904, le lieutenant des pompiers Charles Nicolas Frustin dirige les opérations afin de limiter l'incendie dans un périmètre restreint vu la proximité des proches habitations.

### Les forges et la fabrique de dynamite
En 1868, Alfred Nobel en quête de capitaux et de débouchés recherche un partenaire industriel et financier. Il trouve la société Barbe, père, fils et Cie, maîtres de forges à Liverdun (à l'époque département de la Meurthe). Paul François Barbe (1836-1890), investit 200 000 francs dans le capital de la société Nobel sous réserves d'obtenir les autorisations nécessaires pour fabriquer dès l'automne 1871 de la dynamite pour la région Alsace-Lorraine et l'exporter vers la Belgique. La fabrique de dynamite avait été installée par MM. Barbe et Smitt dans trois logements vides des cités de la Croisette. Par la suite Monsieur Barbe délocalise le site de Liverdun pour créer une dynamiterie en Espagne à Galdácano dans une ancienne de poudrerie et en confie la direction à Monsieur Combermale, ancien sous-directeur de la dynamiterie de Paulilles. Cette usine est mise service avec du personnel de la fabrique de Liverdun dont Auguste Marchal (directeur du site de Liverdun puis à Galdácano jusqu'en 1904, époux de Marie-Thérèse Barbe) et Joseph Emile Depardieu, ce dernier restera en Espagne et fonda une famille. Les forges de Liverdun ont été rachetées en 1881 par moitié par les maîtres de forges de Pompey et le reste par la Société anonyme des forges de Champigneulles créée pour la circonstance.

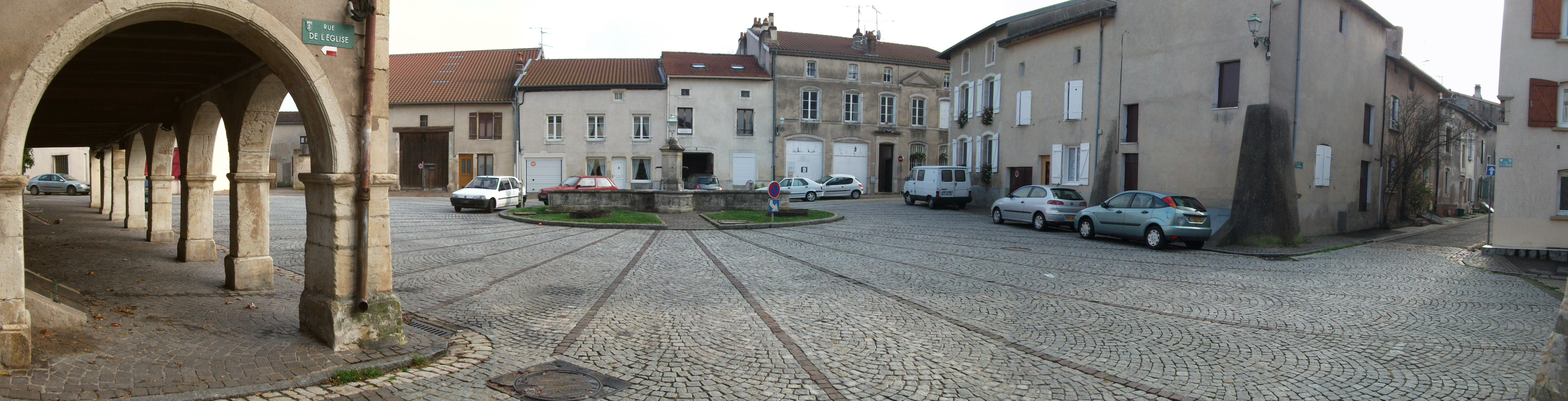
La place de la Fontaine.

## Politique et administration

### Découpage territorial
La commune se trouve dans l'arrondissement de Nancy du département de Meurthe-et-Moselle.

#### Commune et intercommunalités
La commune est membre de la communauté de communes du Bassin de Pompey.

#### Circonscriptions administratives
La commune est rattachée au canton du Nord-Toulois.

#### Circonscriptions électorales
Pour l'élection des députés, la commune fait partie de la cinquième circonscription de Meurthe-et-Moselle.

### Élections municipales et communautaires
- Élection municipale de 2020[47] – 4 700 inscrits, 1 805 votants, 61,60 % d'abstention, 1 757 exprimés ; liste Sébastien Dosé (DVG), 1 182 voix soit 67,27 % et 25 sièges, liste Patrick Koch (DIV), 575 voix soit 32,72 % et 4 sièges.
- Élection municipale de 2014[48] – 4 610 inscrits, 2 779 votants, 39,72 % d'abstention, 2 649 exprimés ; liste Jean-Pierre Huet (DVG), 1 397 voix soit 52,73 % et 22 sièges, liste Patrick Koch (SE), 1 252 voix soit 47,26 % et 7 sièges.
- Élection municipale de 2008[49] – 4 492 inscrits, 2 875 votants, 36,00 % d'abstention, 2 811 exprimés ; liste Jean-Pierre Huet (DVG), 1 469 voix soit 52,26 % et 23 sièges, liste Joël Wallon (DVD), 905 voix soit 32,19 % et 4 sièges, liste Patrick Koch (SE), 437 voix soit 15,55 % et 2 sièges.
- Élection municipale partielle de 2007[50] – 4 422 inscrits, 2 156 votants, 51,24 % d'abstention, 2 096 exprimés ; liste Jean-Pierre Huet (DVG), 1 171 voix soit 55,87 % et 23 sièges, liste Joël Wallon (UMP), 925 voix soit 44,13 % et 6 sièges.
- Élection municipale de 2001 – 4 365 inscrits, 2 638 votants, 39,56 % d'abstention, 2 480 exprimés ; liste Didier Bianchi (PS), 1 353 voix soit 54,56 % et 23 sièges, liste de droite, 1 127 voix soit 45,44 % et 6 sièges.
- Élection municipale de 1995 – à compléter ; victoire liste Didier Bianchi (PS).
- Élection municipale partielle de 1992[51] – 4 182 inscrits, 2 888 votants, 30,49 % d'abstention, 2 668 exprimés ; liste Armand Rémy (UDF), 1 394 voix soit 52,24 % et 22 sièges, liste Didier Bianchi (PS), 1 274 voix soit 47,75 % et 7 sièges.
- Élection municipale de 1989 – 4 075 inscrits, 2 949 votants, 27,63 % d'abstention, 2 863 exprimés ; liste Ghislaine Millard (PS), 1 478 voix soit 51,62 % et 22 sièges, liste Armand Rémy (UDF), maire sortant, 1 385 voix soit 48,37 % et 7 sièges.

### Liste des maires
Entre 1941 et 1945, pendant l'occupation, des maires ont été nommés par la préfecture. D'après les comptes rendus des conseils municipaux, on trouve Charles Millot jusqu’à sa démission le 27 novembre 1943 puis Édouard Monchablon jusqu'au 21 avril 1944, date où Georges Sognet (SFIO) est rétabli maire pour organiser les prochaines élections.

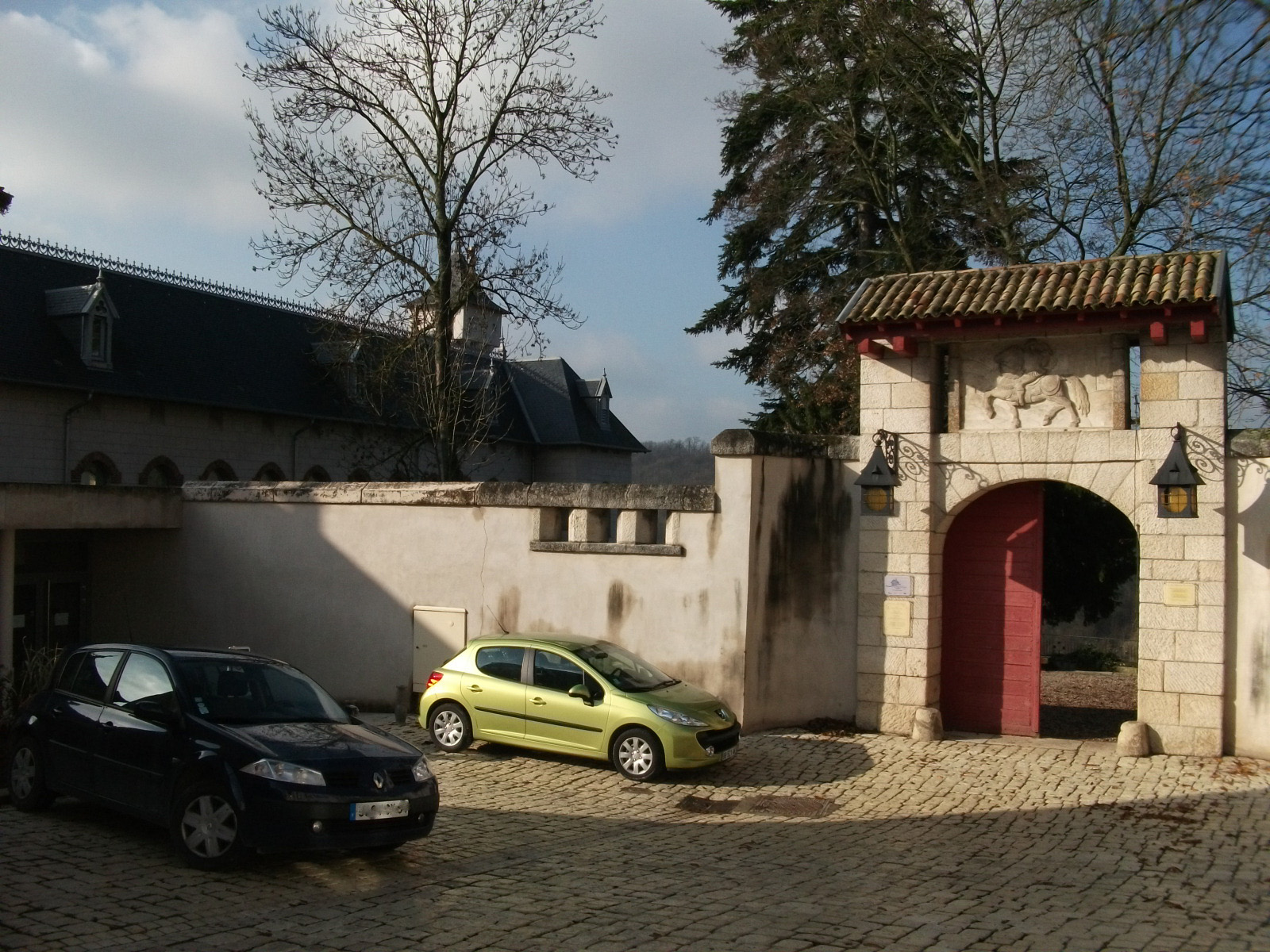
L'entrée du château Corbin.

Par arrêté préfectoral de la préfecture de la région Grand-Est en date du 9 décembre 2022, la commune de Liverdun a intégré l'arrondissement de Nancy au 1er janvier 2023.

### Budget et fiscalité 2023

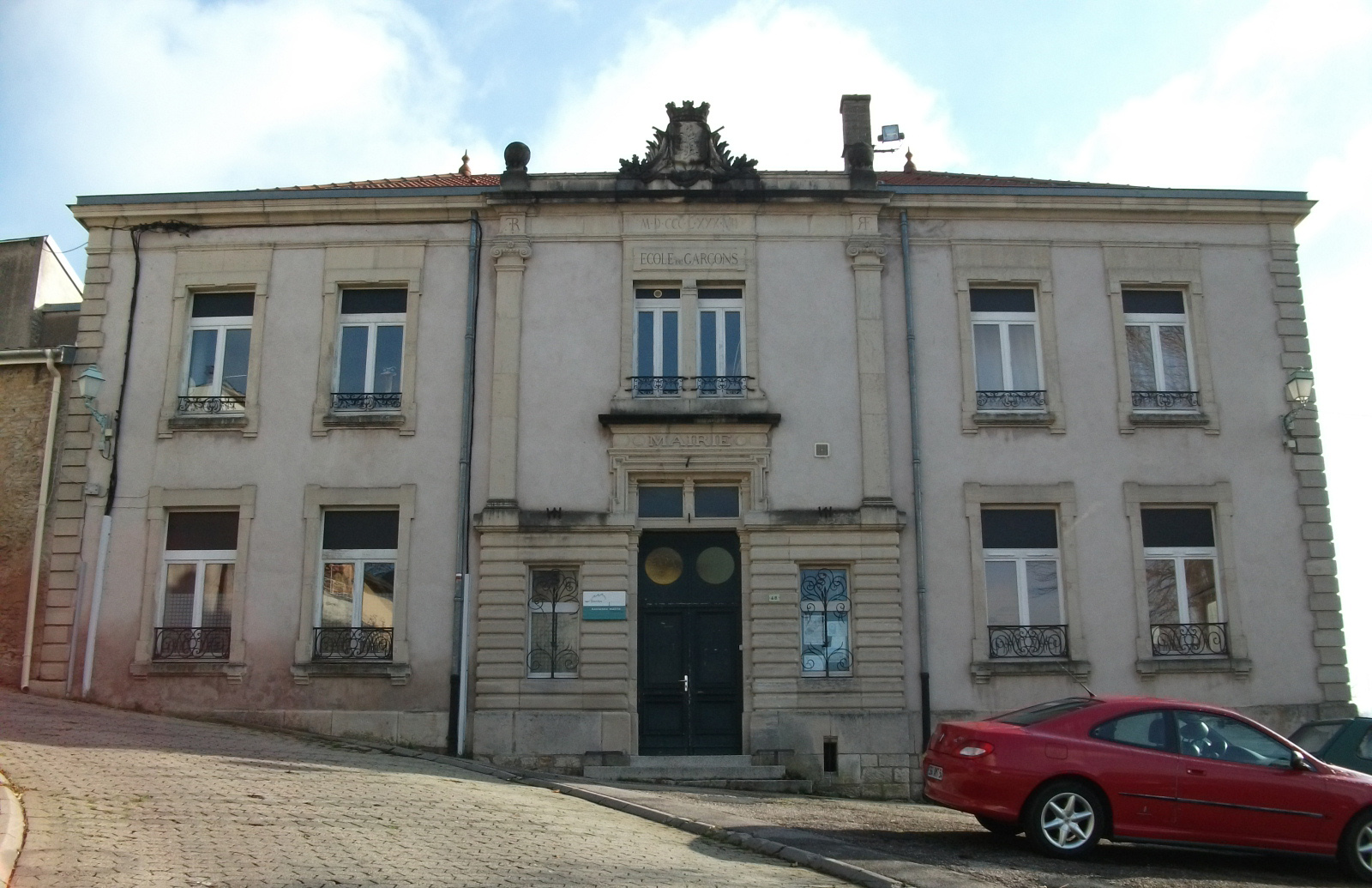
L'ancienne mairie et l'ancienne école.

En 2023, le budget de la commune était constitué ainsi :
- total des produits de fonctionnement : 5 422 000 €, soit 932 € par habitant ;
- total des charges de fonctionnement : 5 107 000 €, soit 878 € par habitant ;
- total des ressources d'investissement : 2 326 000 €, soit 400 € par habitant ;
- total des emplois d'investissement : 2 333 000 €, soit 401 € par habitant ;
- endettement : 3 186 000 €, soit 548 € par habitant.

Avec les taux de fiscalité suivants :
- taxe d'habitation : 19,55 % ;
- taxe foncière sur les propriétés bâties : 35,16 % ;
- taxe foncière sur les propriétés non bâties : 31,36 % ;
- taxe additionnelle à la taxe foncière sur les propriétés non bâties : 0,00 % ;
- cotisation foncière des entreprises : 0,00 %.

Chiffres clés Revenus et pauvreté des ménages en 2021 : médiane en 2021 du revenu disponible, par unité de consommation : 24 000 €.

## Population et société

### Démographie
Les habitants sont appelés les Liverdunois,.

#### Évolution démographique
L'évolution du nombre d'habitants est connue à travers les recensements de la population effectués dans la commune depuis 1793. Pour les communes de moins de 10 000 habitants, une enquête de recensement portant sur toute la population est réalisée tous les cinq ans, les populations de référence des années intermédiaires étant quant à elles estimées par interpolation ou extrapolation. Pour la commune, le premier recensement exhaustif entrant dans le cadre du nouveau dispositif a été réalisé en 2005.

En 2022, la commune comptait 5 656 habitants, en évolution de −6,4 % par rapport à 2016 (Meurthe-et-Moselle : −0,13 %, France hors Mayotte : +2,11 %).
| 1793  | 1800 | 1806 | 1821 | 1831 | 1836 | 1841  | 1846  | 1851  |
| ----- | ---- | ---- | ---- | ---- | ---- | ----- | ----- | ----- |
| 1 007 | 933  | 977  | 907  | 965  | 915  | 1 065 | 1 110 | 2 000 |

| 1856  | 1861  | 1872  | 1876  | 1881  | 1886  | 1891  | 1896  | 1901  |
| ----- | ----- | ----- | ----- | ----- | ----- | ----- | ----- | ----- |
| 1 069 | 1 139 | 1 500 | 1 920 | 1 411 | 1 410 | 1 714 | 1 636 | 1 826 |

| 1906  | 1911  | 1921  | 1926  | 1931  | 1936  | 1946  | 1954  | 1962  |
| ----- | ----- | ----- | ----- | ----- | ----- | ----- | ----- | ----- |
| 1 622 | 1 650 | 1 847 | 1 975 | 1 943 | 2 260 | 1 901 | 2 440 | 4 022 |

| 1968  | 1975  | 1982  | 1990  | 1999  | 2005  | 2006  | 2010  | 2015  |
| ----- | ----- | ----- | ----- | ----- | ----- | ----- | ----- | ----- |
| 3 876 | 5 035 | 6 110 | 6 435 | 6 390 | 5 975 | 5 911 | 6 003 | 6 033 |

| 2020  | 2022  | - | - | - | - | - | - | - |
| ----- | ----- | - | - | - | - | - | - | - |
| 5 749 | 5 656 | - | - | - | - | - | - | - |

Liverdun fait partie des 3100 pôles urbains de France.
Liverdun appartient à l'unité urbaine, l'aire urbaine, la zone d'emploi et le bassin de vie de Nancy.
Cependant, Liverdun ne fait pas partie de la communauté urbaine du Grand Nancy, qui compte, en 2016, 256 610 habitants.

## Économie
E. Grosse indique dans son ouvrage, vers 1836 : « Territ. : 1813 hect., dont 1473 en forêts, 280 en terres arables, 3o en prés et 20 en pâtis, jardins, etc. » Le village a donc eu une tradition agricole.
Liverdun est connue pour ses « Madeleines de Liverdun », de la biscuiterie Chenel qui a été reprise en février 2015 par Vincent Ferry de l'entreprise meusienne  "Clair de Lorraine" située à Void Vacon qui commercialise les produits du terroir.
Un camping de près de 200 emplacements situé dans le lit de la Moselle engendre la fréquentation de nombreux étrangers nord-européens en transit et de d'habitants des communes alentour qui y déposent leurs caravanes pour les beaux jours.
La boucle de la Moselle est fréquentée par de nombreux visiteurs du dimanche à la recherche de loisirs au bord de l'eau.
Un office de tourisme sert de relais d'information pour toute l'intercommunalité du Bassin de Pompey (communauté de communes du Bassin de Pompey). Depuis 2014, la CCBP ayant repris la compétence tourisme, l'Office s'intitule maintenant Accueil Touristique du Bassin de Pompey.

### Secteur primaire ouAgriculture
Le secteur primaire comprend, outre les exploitations agricoles et les élevages, les établissements liés à l’exploitation de la forêt et les pêcheurs.
D'après le recensement agricole 2010 du Ministère de l'agriculture (Agreste), la commune de Liverdun était majoritairement orientée sur la polyculture et le poly - élevage (auparavant même production ) sur une surface agricole utilisée d'environ 105 hectares (inférieure à la surface cultivable communale) en légère augmentation depuis 1988 - Le cheptel en unité de gros bétail s'est réduit de 116 à 92 entre 1988 et 2010. Il n'y avait plus que 4 (4 en 1988) exploitations agricoles ayant leur siège dans la commune employant 8 unités de travail. (4 auparavant).

### Secteur secondaire ouIndustrie

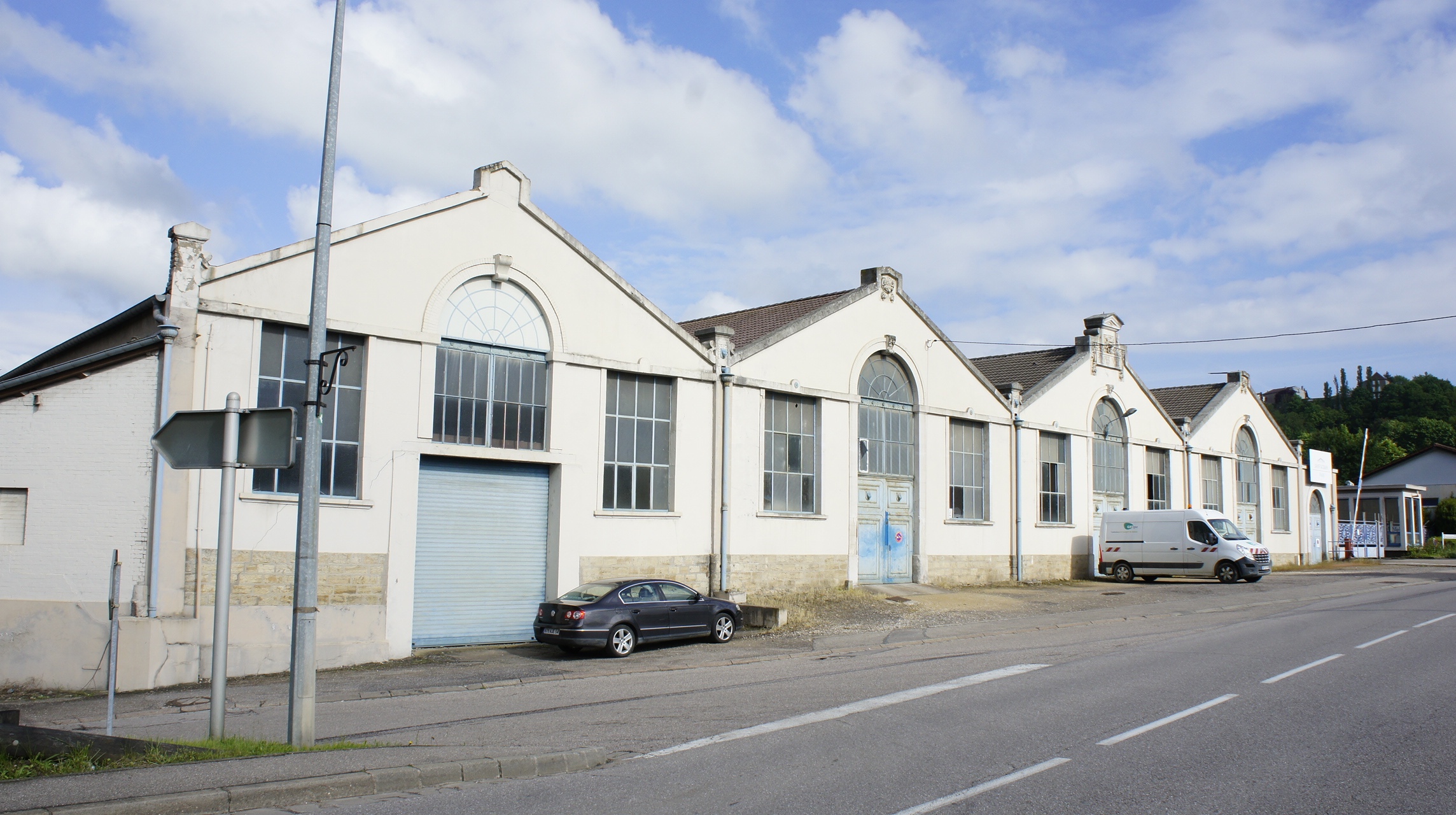
Entrée de l'usine des Pompes Noël.

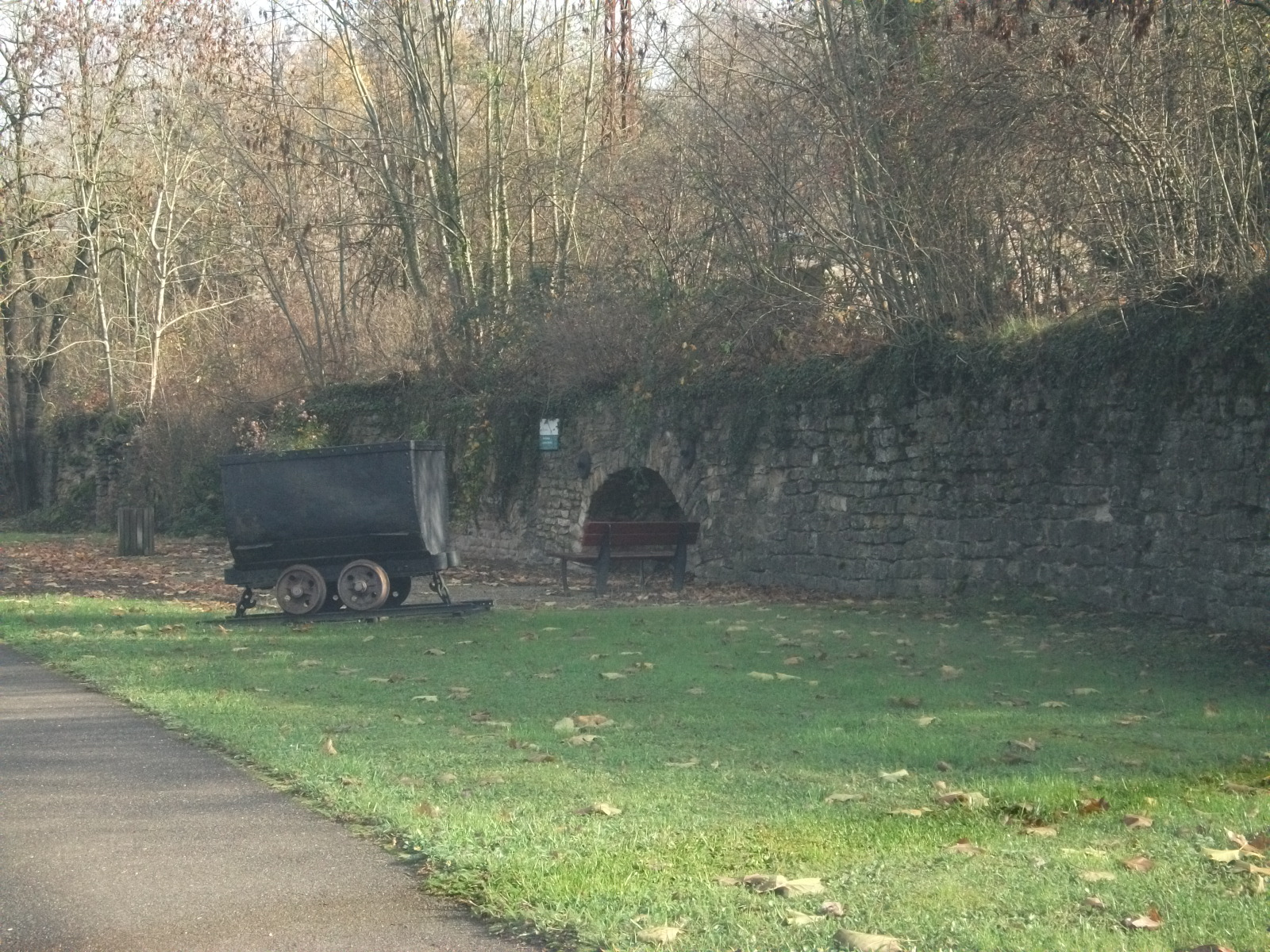
Wagonnet sur la D90.

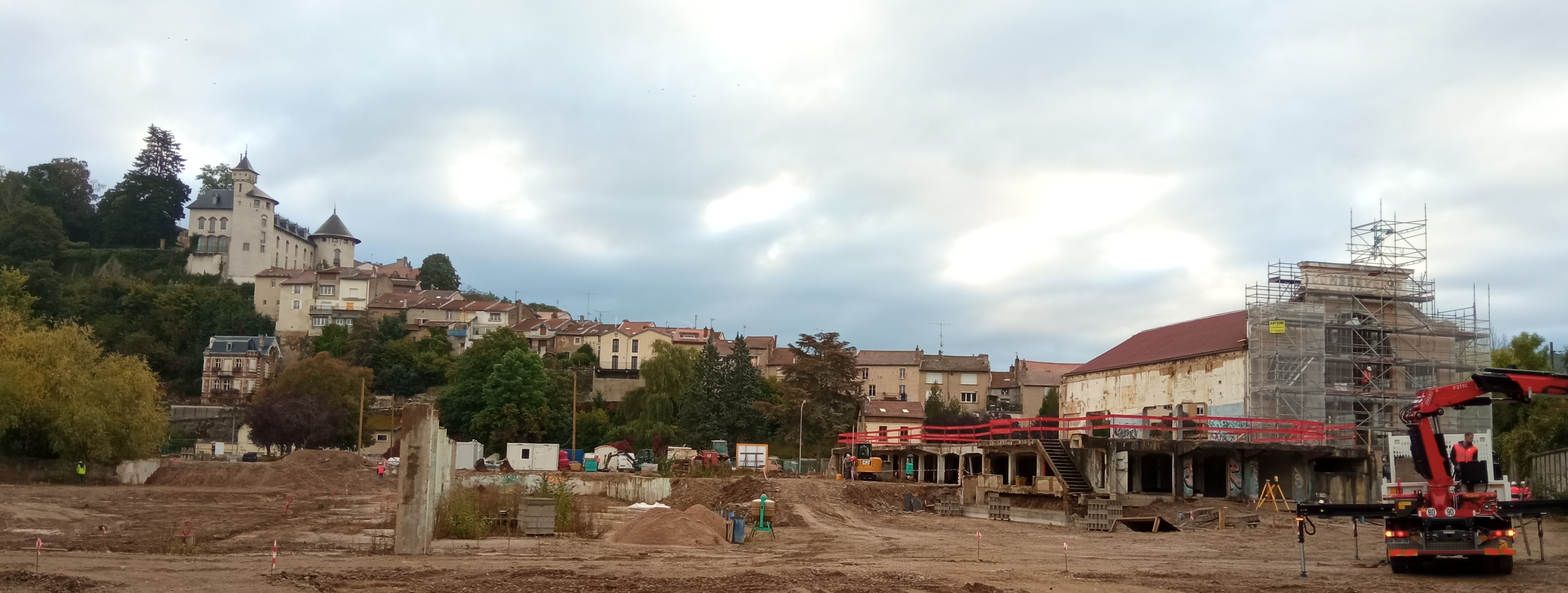
Réhabilitation de l'ancienne usine Lerebourg.

- Cours de la Moselle canalisée, tunnel de 388 mètres sous la ville, écluse[73].
- Un pont canal qui fut détruit lors du passage à la Moselle en grand gabarit pour les péniches, le canal est en partie comblé à la suite de ce choix industriel (relier les usines de Neuves-Maisons) et d'infrastructure.
- Une ancienne mine de fer ouverte en 1861 sur le lieu-dit La Croisette, desservie par deux galeries dites Saint-Paul et Sainte-Barbe[74]. Les galeries de mine sont bouchées en 1892, une commémoration en est donnée le long de la route D 90 (route de Frouard, juste avant le pont fauché par un camion inattentif qui convoyait une grue) par un wagonnet sur rail. Une forge et des hauts fourneaux seront installés en 1865 et 1866[75]. Le site est mis à l'inventaire du Patrimoine industriel en 1995[76].
- Une briqueterie créée par la famille Labesse s'installera de l'autre côté de la route et du canal en 1888[77].
- Une cité ouvrière (rue de Châtillon) est construite en 1866, elle comprenait 86 logements à l'origine.
- C'est dans cette cité que sera ouverte la fabrique de dynamite dirigé par Auguste Marchal, marié à M.T. Barbe, cousine germaine de Paul Barbe.
- Une fonderie établie de 1891 à 1892 pour Nicolas Noël, fabricant de pompes, dont l'usine parisienne, qui datait de 1866, avait été expropriée au moment de la construction du boulevard Parmentier en 1871. Elle se trouve actuellement rue Nicolas-Noël.
- Une usine de colle, acquise en 1919, par Eugène Lerebourg[78], apparenté au fabricant de conserves William Saurin, qui la transforme en conserverie de fruits, confiserie et usine de confitures.

Le site de l’ancienne confiturerie Lerebourg a été transformé en parc public.

### Entreprises locales
- CONFISERIE CHOCOLATERIE BREBION : entreprise en activité depuis 45 ans, spécialisée dans la fabrication et la distribution de confiserie partout en France mais également à l'étranger : chocolat noir, blanc, au lait, chocolat en poudre, chocolat granulé, pâte de cacao, mies de chocolat, confiserie enrobée...
- C.F.S.I. : entreprise spécialisée dans le domaine de la formation en sécurité et incendie, formations proposées en entreprises pour salariés d'entreprises, formation des personnels de sécurité, apprentissage des gestes et techniques de sauvetage en cas de sinistre, apprentissage des gestes de premier secours, etc.
- The Peggy Brewing : micro-brasserie artisanale française, bières Crafts et originales.
- Savons-M : savonnerie artisanale, spécialisée dans la fabrication de savons et de cosmétiques bio

## Culture locale et patrimoine

### Lieux et monuments

#### Édifices civils

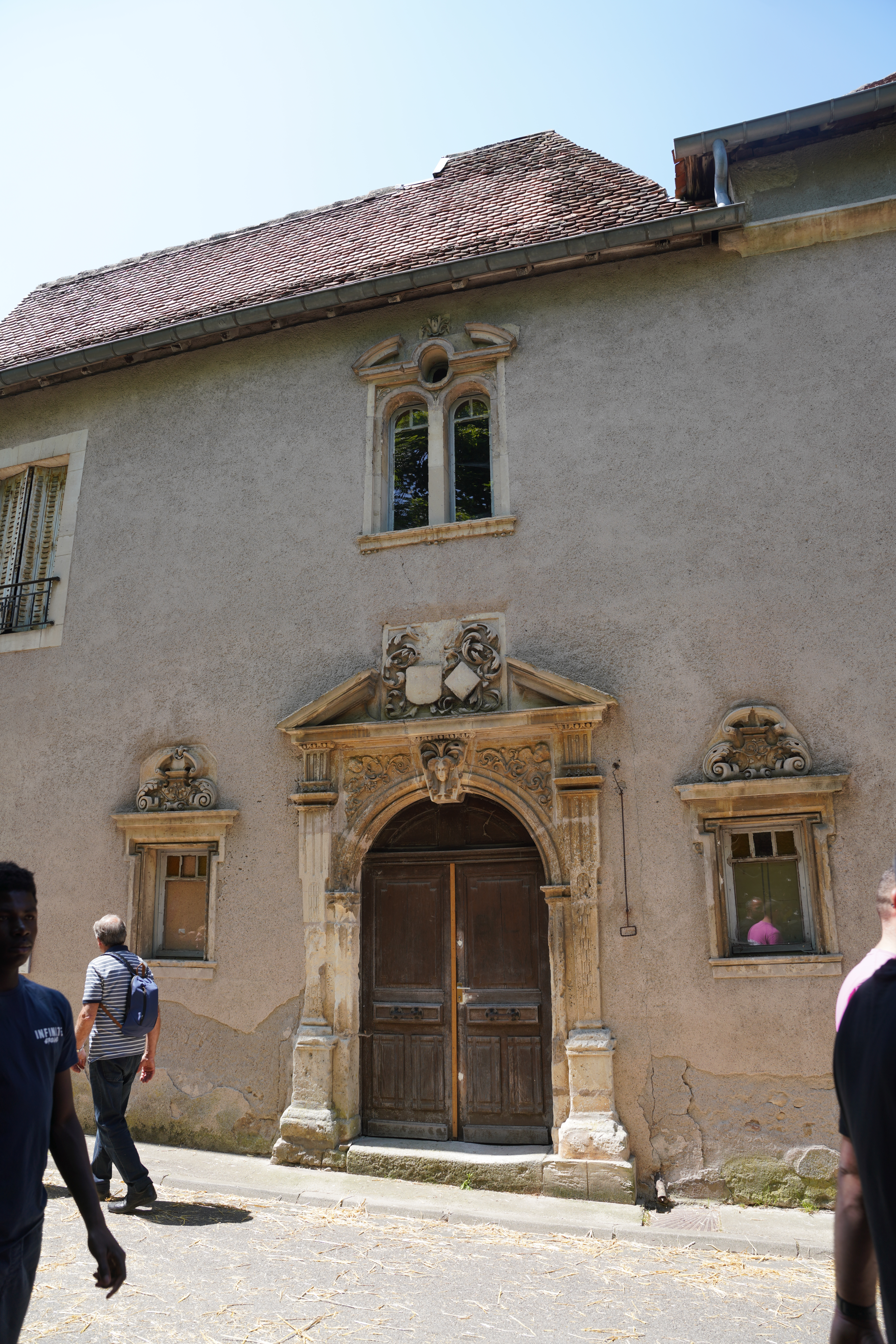
La maison du gouverneur pendant les Fêtes médiévales de 2023 à Liverdun.

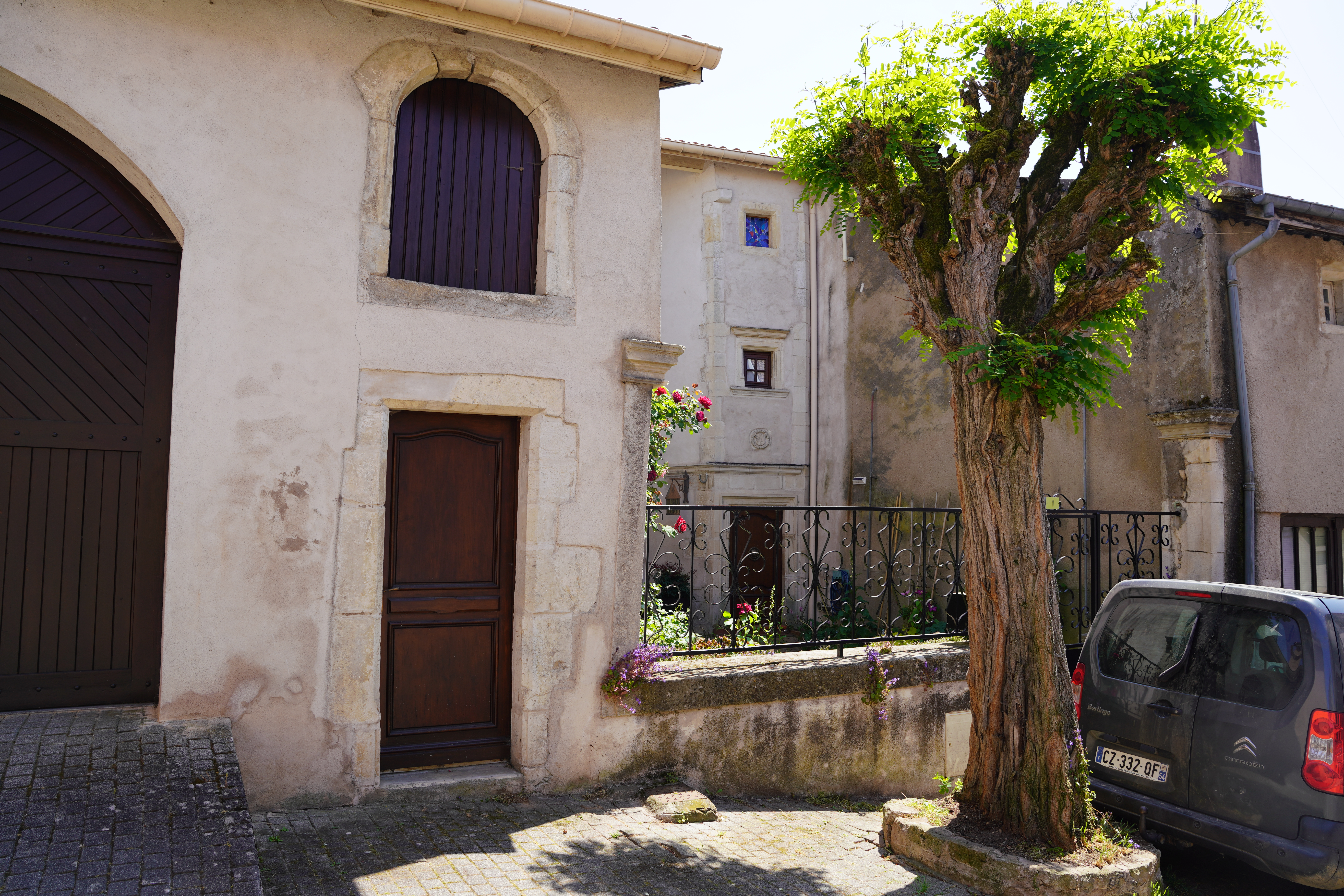
La maison canoniale rue st-Pierre pendant les Fêtes médiévales de 2023 à Liverdun.

- Présence gallo-romaine : une villa détruite au IIIe siècle fit l'objet de fouilles de sauvetage en 1967 au lieu-dit Rupt Chaudron.
- Une nécropole mérovingienne du VIIIe siècle de plus de 1000 tombes fut sommairement fouillée en 1870.
- Vestiges des remparts, dont la Porte-Haute XVIe siècle, tour carrée et tour ronde XVe siècle. Les remparts et le château furent démolis aux XIVe et XVe siècles, remaniés au XVIIe siècle. La porte de Ville et la tour carrée qui la flanque sont classées au titre des monuments historiques par arrêté du 12 mai 1925 ; la tour ronde flanquant à l'est la porte de Ville est classée par décret du 29 avril 1928[80].
- Belles façades de maisons à arcades rue de l'Église et place de la Fontaine dont :

1. la maison appelée Maison Benoît du nom de son propriétaire au moment de la protection en 1926, au 4 rue de l'église[81], ayant une niche avec la statue de la Vierge encastrée dans la façade également inscrite au titre des monuments historiques par arrêté du 5 septembre 1932[82].
2. la maison dite Maison Roger du XVIe siècle, 6 rue de l'église, inscrite au titre des monuments historiques par arrêté du 3 avril 1926[83].
3. la maison dite Maison Fransot, place de la Fontaine, dont la façade est également inscrite par arrêté du 3 avril 1926[84].
4. la maison dite Maison Renard, place de la Fontaine, dont la façade est également inscrite au patrimoine architectural par arrêté du 3 avril 1926[85].
5. la maison dite Maison Weisberger, place de la Fontaine, dont la façade est aussi inscrite au patrimoine architectural par arrêté du 3 avril 1926[86].

- Maison dite du Gouverneur, XVIe siècle, édifice classé au titre des monuments historiques par décret du 17 octobre 1928[87].
- Ancienne maison prévôtale, XVIe siècle.
- Ancienne Maison-Dieu, XVIe siècle.
- Ancien hôtel de Camilly, XVIIIe siècle.
- Domaine de la Garenne : villa et son décor : vitraux et verres colorés, décor de mosaïques ; parc : château d'eau, serre, bancs et bassins. Construite en 1897 pour Charles-Auguste Masson, reprise en 1904 par l'architecte Lucien Weissenburger ; les aménagements intérieurs et la décoration sont réalisés par l'ébéniste Eugène Vallin et le maître-verrier Jacques Gruber. Depuis 1993, le domaine est utilisé par un Centre d'aide par le travail. La demeure est inscrite au titre des monuments historiques par arrêté du 25 février 1994 et le parc inscrit par arrêté du 18 septembre 1996[88].
- Fontaine monumentale sur la place aux Arcades.
- Château Corbin, XIXe siècle, parc.
- Château de la Flye, début du XXe siècle par M. Noël industriel à Liverdun.
- La source de La Vaux-de-Clef dans la forêt de Haye[89] (48.7475 N - 6.1410 E)
- Abreuvoir à chevaux, dans la forêt de Haye (48.7362 N - 6.0913 E), daté et utilisé durant la Première Guerre mondiale.
- Le monument aux morts[90].

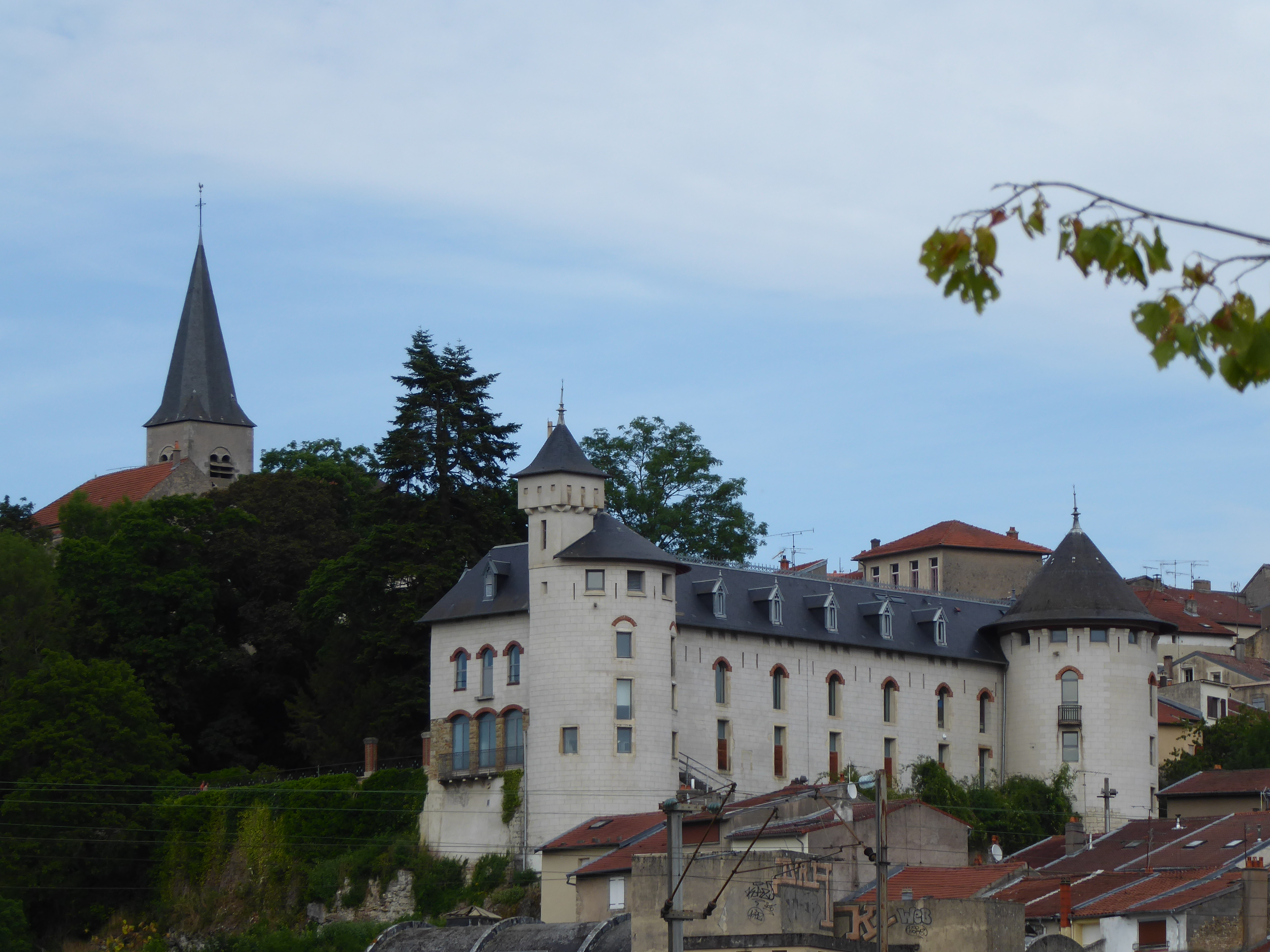
Château Corbin et son parc vus du sud-ouest depuis la rive de la Moselle.
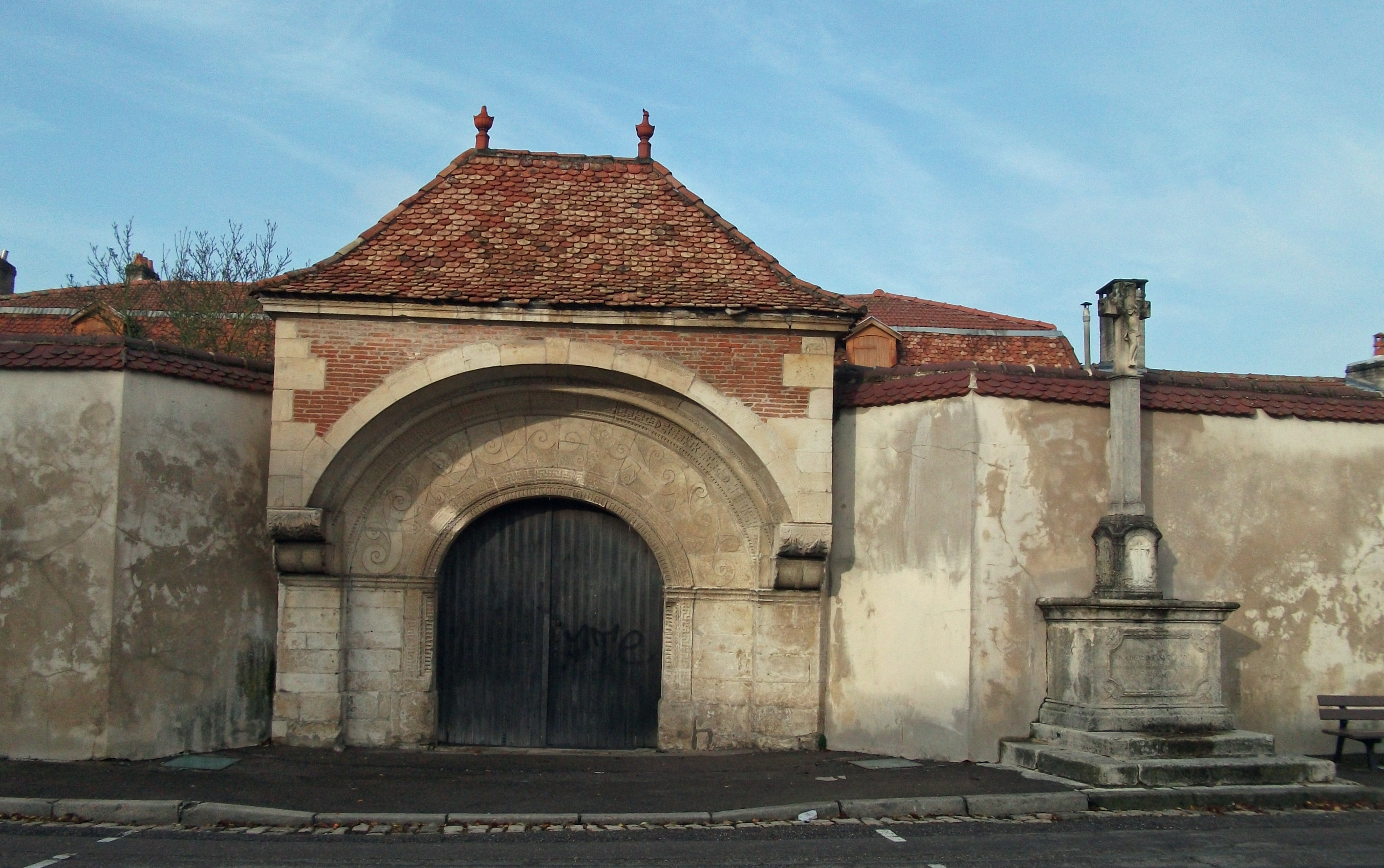
Ancienne résidence épiscopale, ancien presbytère et croix de mission.
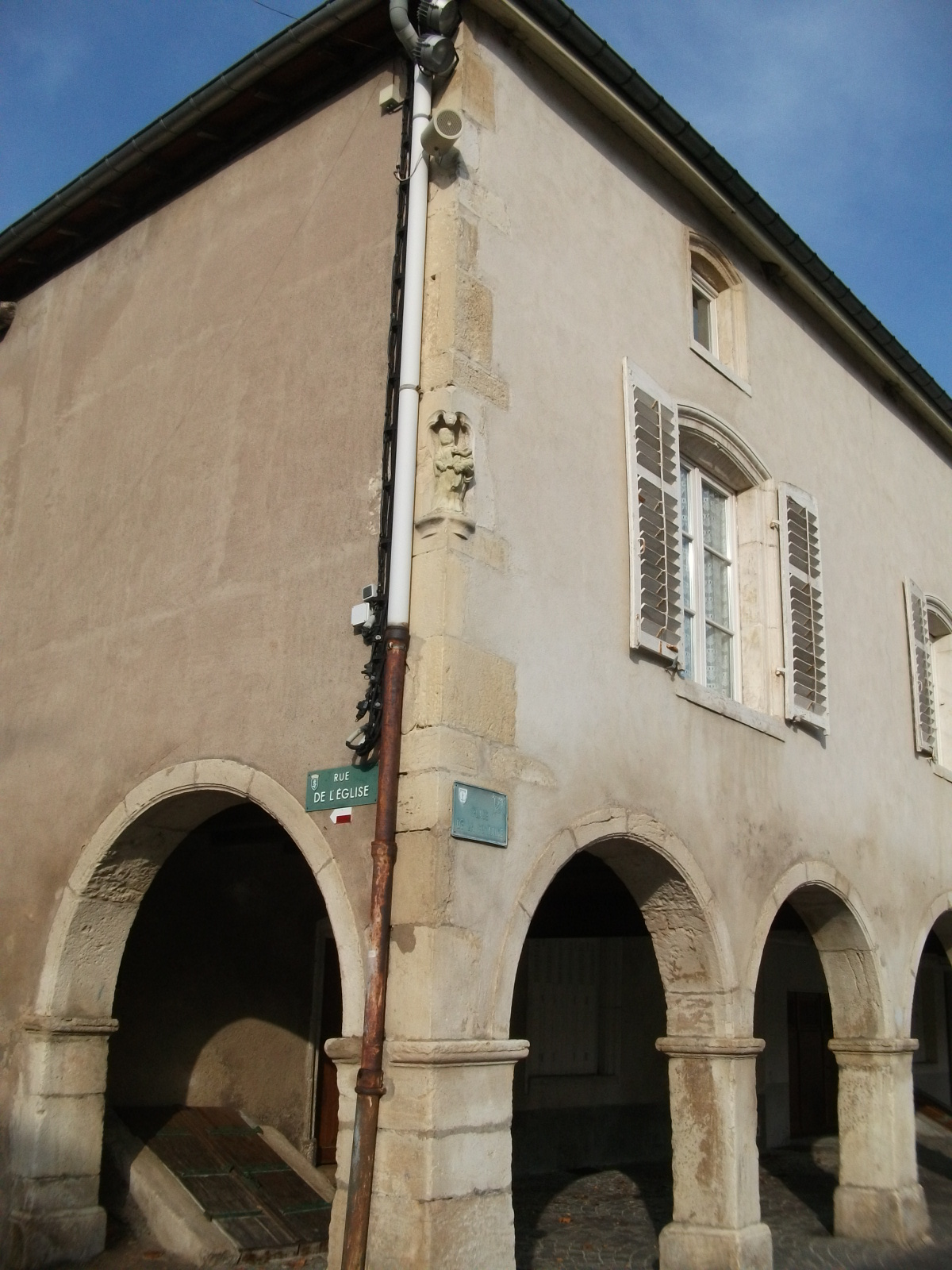
Maison à arcades Renard, classée, sur la place de la Fontaine.
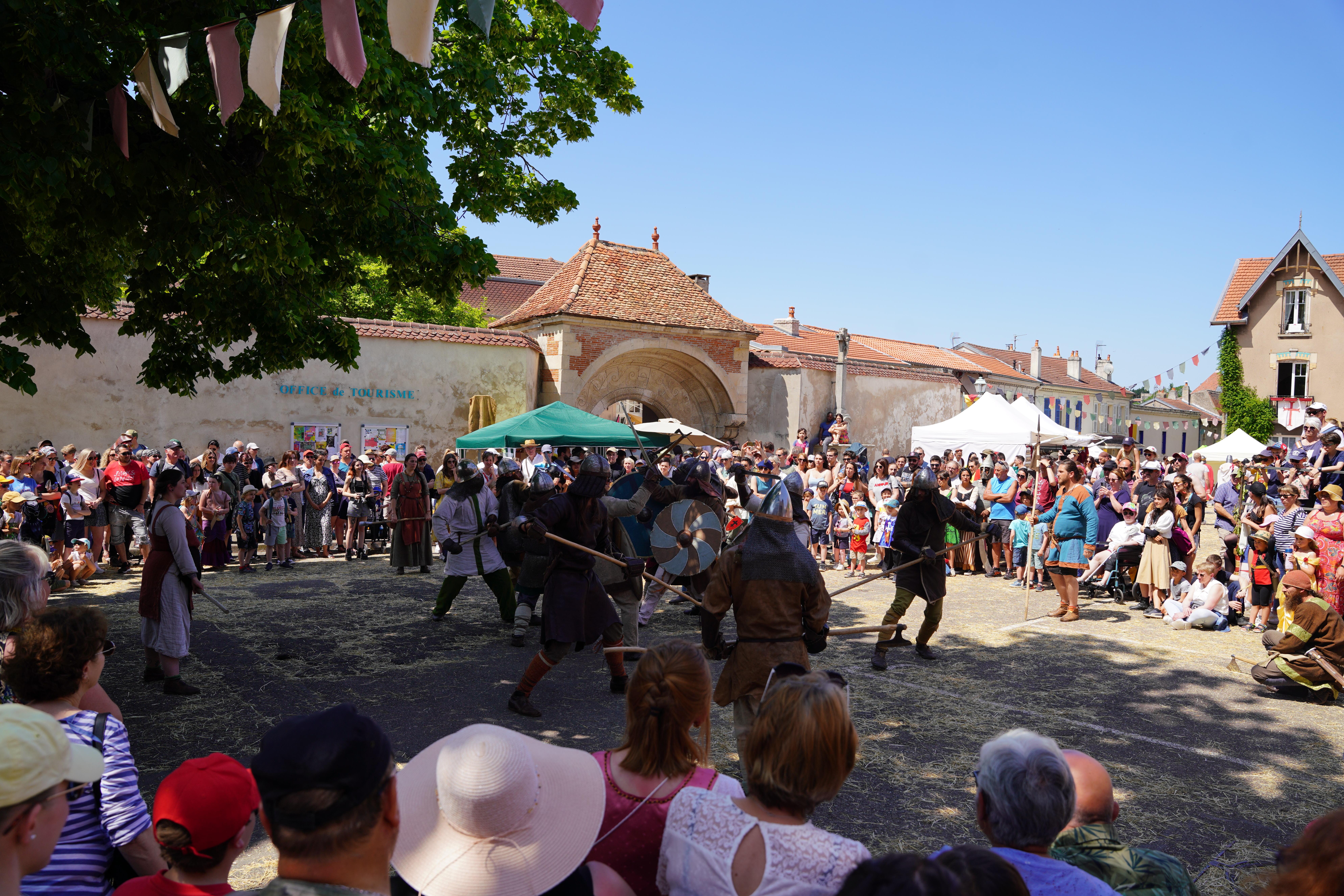
Les fêtes médiévales depuis le début du XXIe siècle.

#### Édifices religieux
- Église Saint-Pierre de Liverdun fin XIIe siècle, ancienne collégiale : tour romane avec clocher moderne, nef et bas-côtés XIIe siècle avec chapiteaux à crochets, transept XIIe siècle, chevet remanié XVIIIe et XIXe siècles, tombeau de saint Euchaire, gisant, Renaissance XVIe siècle; orgue 1847, buffet d'orgue restauré ; tableaux XVIIIe siècle, édifice classé au titre des monuments historiques par arrêté du 25 novembre 1924[91].
- Une autre église disparue (Saint-Martin) avait été confiée aux prémontrés.
- Chapelle Notre-Dame-du-Bel-Amour, XVIIe siècle.
- Niche avec statue de saint Jean-Baptiste, place de la Fontaine.
- Croix de Saint-Euchaire, XVIe siècle, classée au titre des monuments historiques par arrêté du 15 juin 1932[92].
- Ancienne résidence épiscopale, XVIe siècle, avec portail monumental XVIe siècle, devenue presbytère, XVIIIe siècle. La Porte monumentale est classée par arrêté du 27 décembre 1924 au titre des monuments historiques[93].

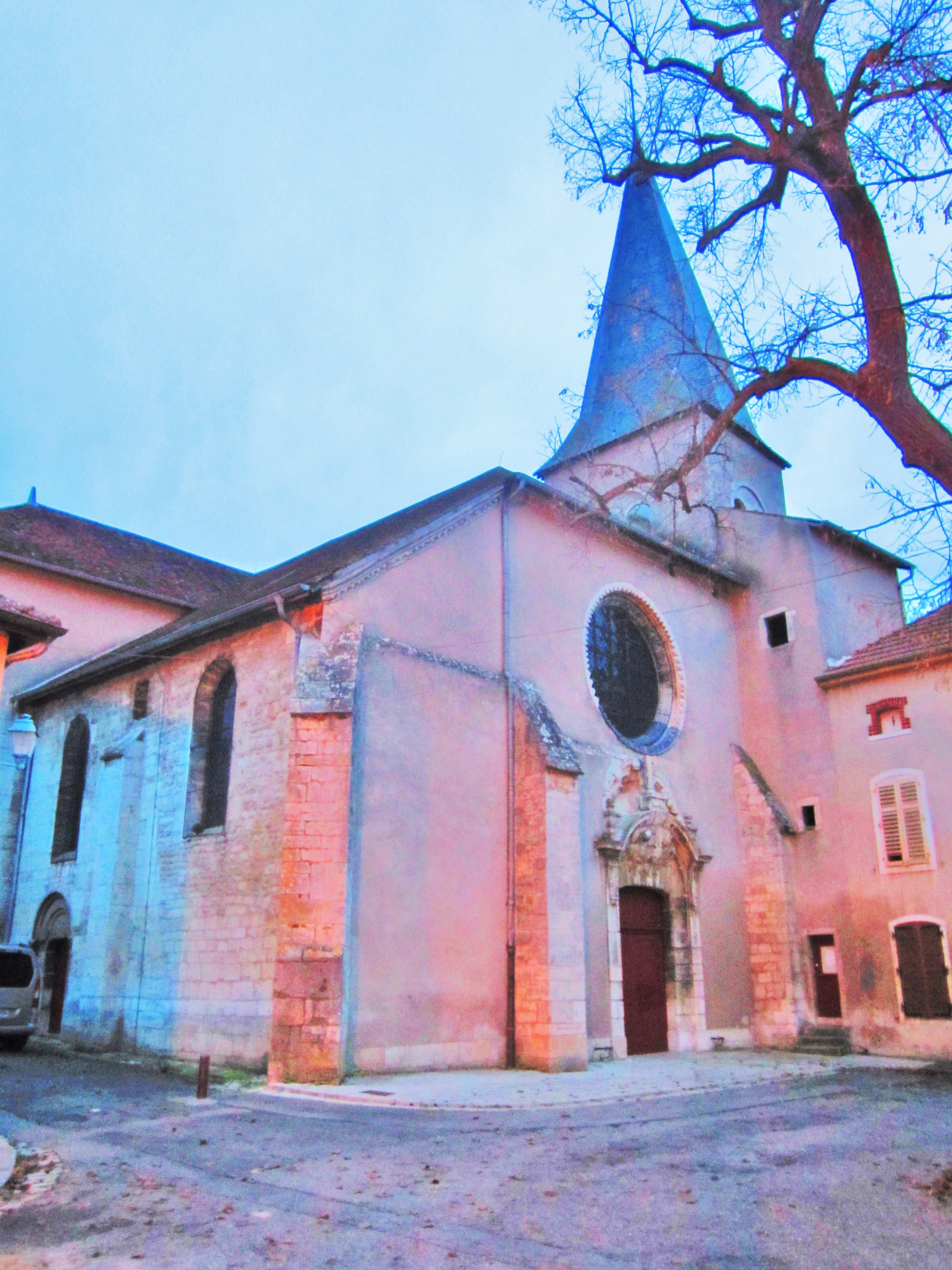
Église Saint-Pierre.
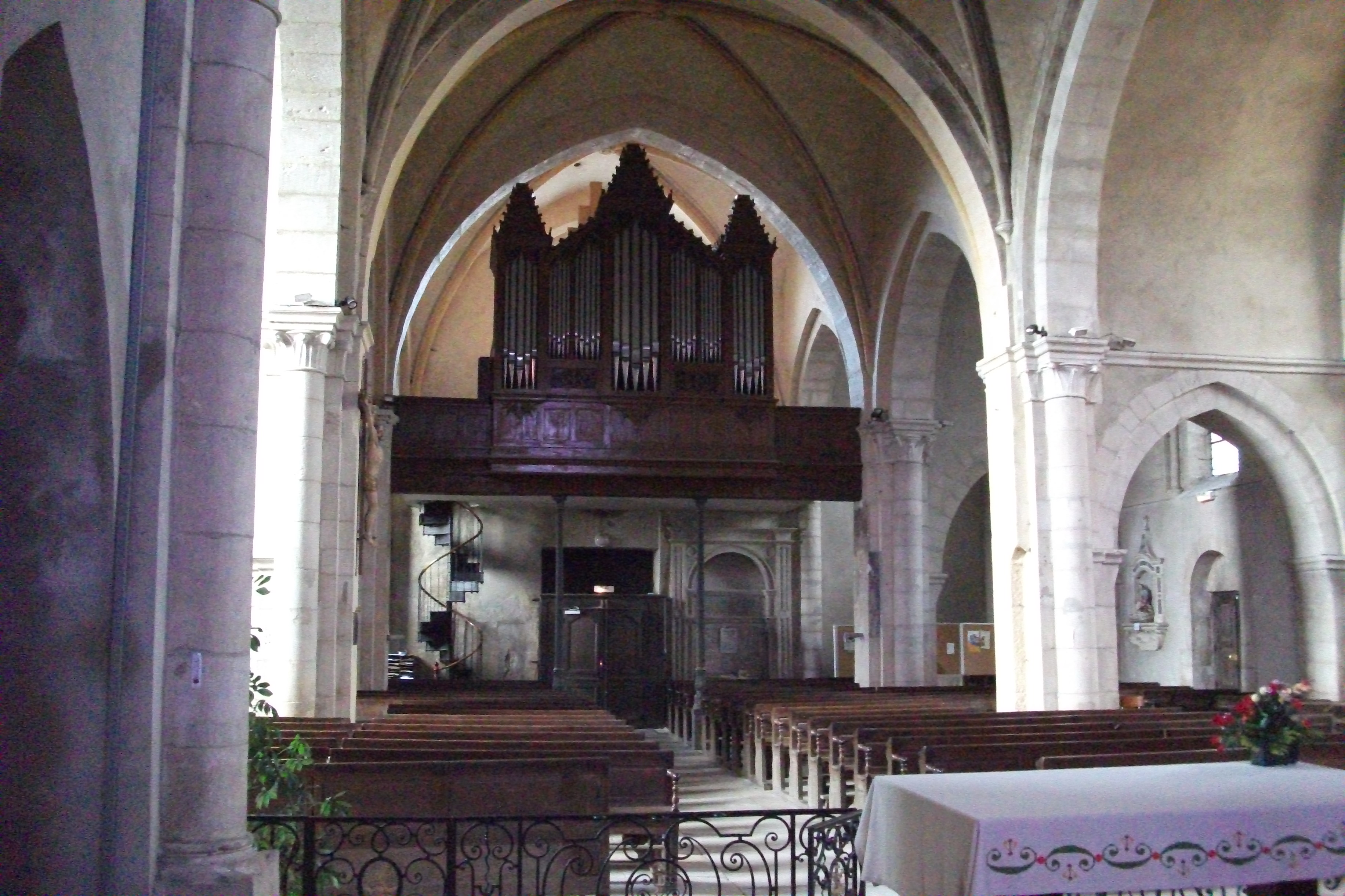
Orgue de l'église Saint-Pierre.
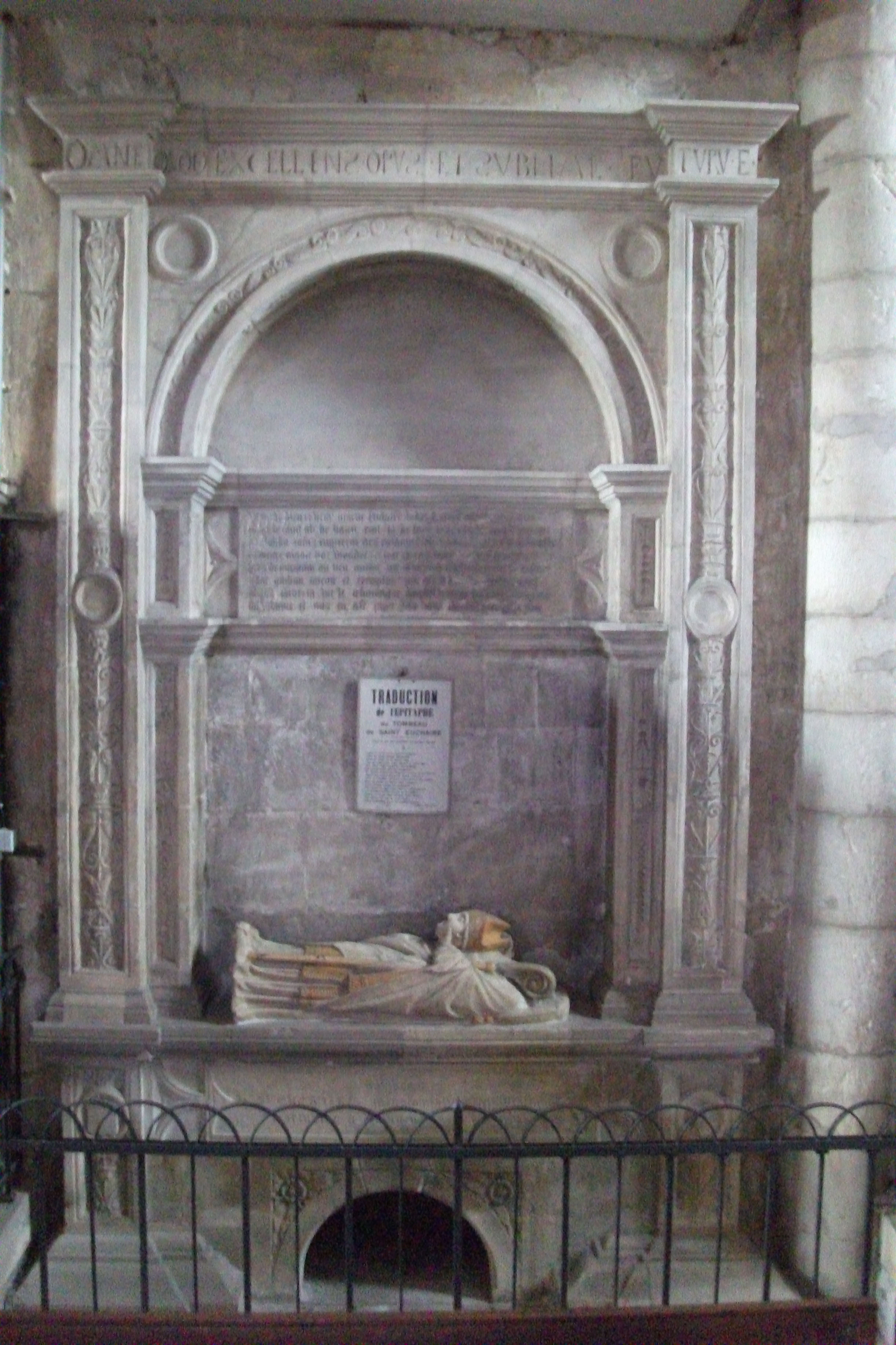
Tombeau de saint Euchaire en l'église Saint-Pierre.
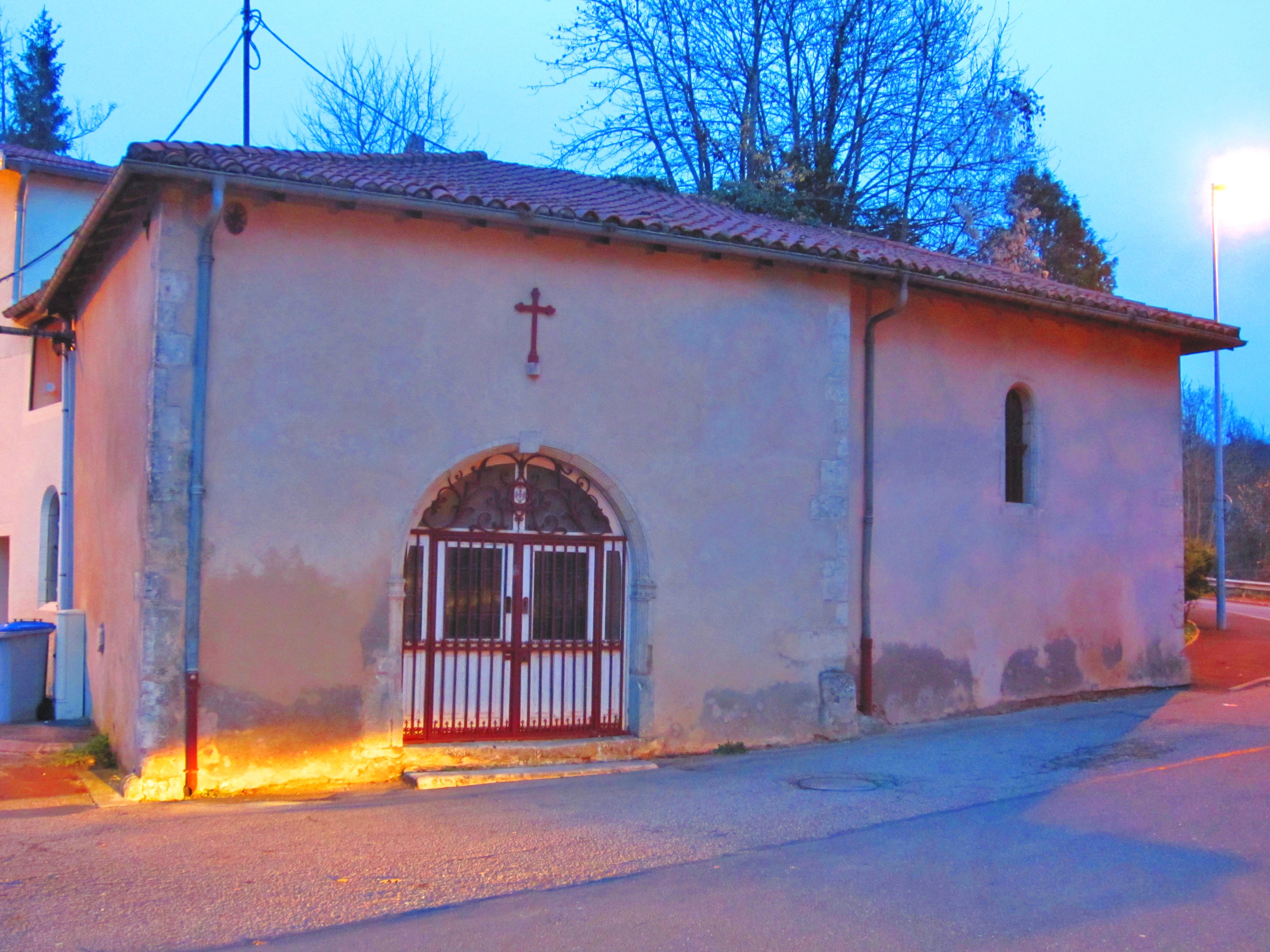
Chapelle Notre-Dame-du-Bel-Amour.

### Gastronomie

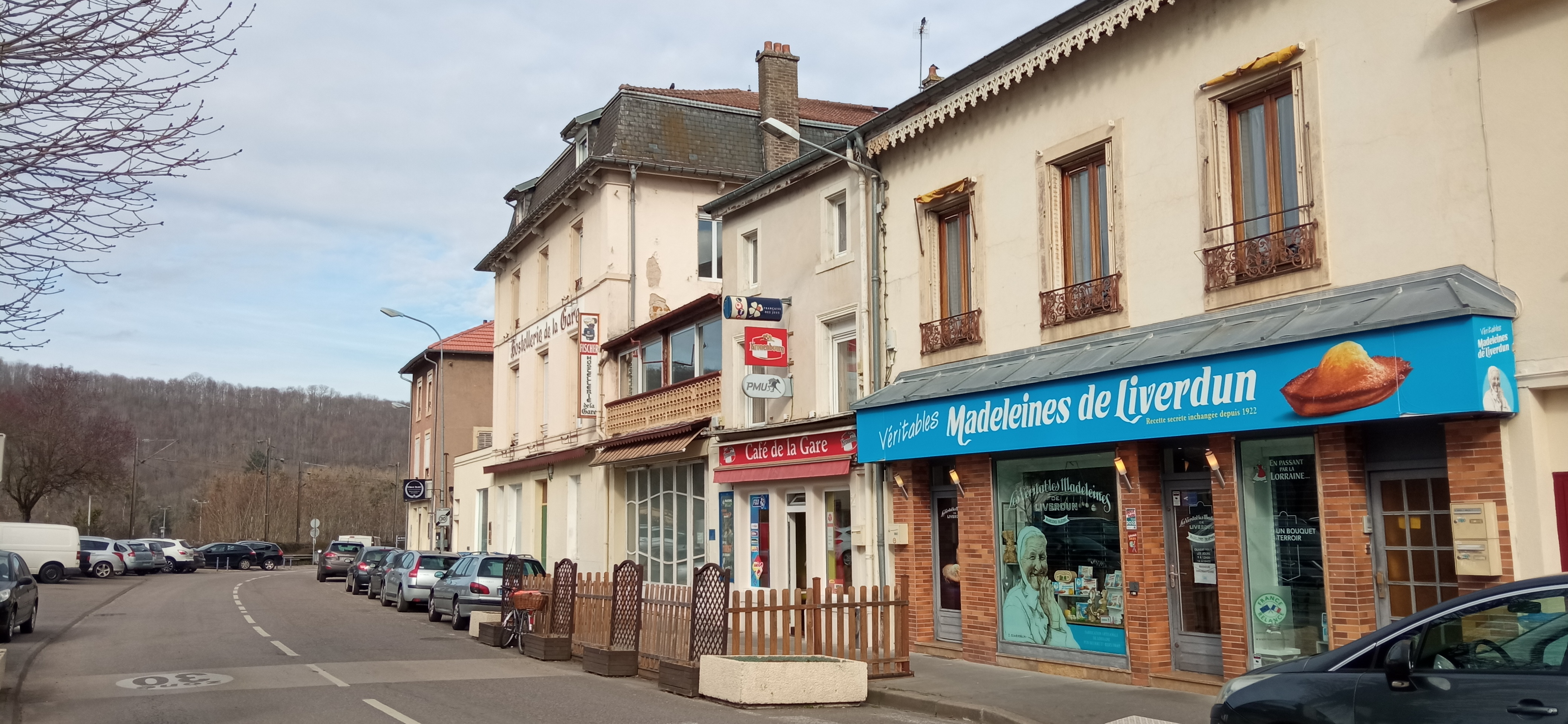
Rue de la gare à Liverdun.

Liverdun est surtout connue pour ses "Véritables madeleines de Liverdun" produites dans le village depuis 1870. La recette de ces fameuses pâtisseries a subi plusieurs modifications mais a toujours été gardée secrète. Le 24 février 2015, lors du salon de l'agriculture, la fabrique de madeleines Chenel est rachetée par la société Clair de Lorraine.

### Personnalités liées à la commune
- Pierre de Brixey (chanoine en 1152, puis archidiacre de Toul en 1156 puis évêque de Toul de 1167 à 1192) fait rebâtir le château en 1182, et fait construire l'église collégiale.
- Saint Euchaire, saint céphalophore martyrisé par décapitation à Pompey revient à Liverdun, la tête sous le bras, pour rendre son âme à Dieu.
- Paul Barbe (1836-1890), maître de forges à Liverdun.
- L. Herbier, instituteur à Liverdun en 1888 et auteur de la monographie pour l'exposition universelle de 1889. La qualité et la quantité d'informations contenues dans ce document sont remarquables. Il est également l'un des contributeurs au dictionnaire "l e patois lorrains" de Lucien Adam.
- Edmond Vian (1874-1930), homme politique né à Liverdun, maire de Saint-Chéron (Essonne) et député de Seine-et-Oise.

### Héraldique
| Blason de Liverdun | Blason  | D'argent à la branche de chêne de sinople, posée en pal, englantée de gueules. |
| Blason de Liverdun | Détails | Ces armoiries se trouvent sur un registre d'inventaire des archives de la ville et chastellenie de Liverdun, prévôté seigneuriale dépendante de l'évêché et comté de Toul. En effet, Liverdun était une des premières places fortes du domaine de l'évêque de Toul : La porte inexpugnable de tout leur évêché ainsi qu'il est dit dans la charte de 1186. Le statut officiel du blason reste à déterminer. |

### Honneur
L'astéroïde (18637) Liverdun, découvert en 1998, a été ainsi baptisé en l'honneur de la commune.

#### Bases de données, dictionnaires et encyclopédies
- Ressources relatives à la géographie :   - Digital Atlas of the Roman Empire
  - Insee (communes)
  - Ldh/EHESS/Cassini
- Ressource relative à plusieurs domaines :   - Annuaire du service public français
- Notices d'autorité :   - VIAF
  - BnF (données)
  - IdRef
  - LCCN
  - GND
  - Israël
  - WorldCat

#### Autres liens externes
- Site de la commune
- Site de l'office de tourisme
- Dossier relatif aux rattachements de la commune sur le site de l'Insee, [lire en ligne]
- La commune sur Remonter le temps, sur le site de l’IGN, [lire en ligne][Note 13]
- « La commune » sur Géoportail.
- « Liverdun », Monographies communales de Meurthe-et-Moselle réalisées pour l'exposition universelle de 1889 et conservées par les Bibliothèques de Nancy, sur galeries.limedia.fr
- (fr) Le patrimoine architectural et mobilier de la commune sur le site officiel du ministère français de la Culture (Bases Mérimée, Palissy, Palissy, Mémoire, ArchiDoc), Médiathèque de l'architecture et du patrimoine (archives photographiques) diffusion RMN, et service régional de l'inventaire général de la direction de la Culture et du Patrimoine de la Région

Le patrimoine de la commune sur www.pop.culture.gouv.fr/
- (fr) Site de la Direction Régionale de l’Environnement, de l'Aménagement et du Logement (DREAL)